# 鉄腕バーディー
『鉄腕バーディー』（てつわんバーディー、BIRDY THE MIGHTY）はゆうきまさみによる日本のSF漫画。またこれを原作としたOVA・ドラマCD・テレビアニメなどのメディアミックス作品。
テレビアニメの詳細については鉄腕バーディー DECODEを参照。

## 概要
宇宙から指名手配犯を追って地球にやって来た連邦警察のアルタ人女性警察官・バーディー・シフォン・アルティラと、彼女の失敗により致命傷を負い、体の修復を待つ間の措置としてバーディーの体に意識を移された地球人の少年・千川つとむの2人を主人公とした「二心同体」のSF漫画作品。
ゆうきまさみが『鉄腕バーディー』のタイトルで発表した作品には2つの連載作品と4つの読切作品があり、この他に「ブラック・マジックKNIGHT」というスピンオフ作品がある。オリジナルとなるのは1985年（昭和60年）より1987年（昭和62年）の間に『週刊少年サンデー増刊号』（小学館）に連載されていた未完の作品（以下・旧版）で、読切はこの『旧版』の番外編として描かれた作品である。
そしてこれらの作品を元に2003年（平成15年）より『週刊ヤングサンデー』（小学館）で連載が開始されたセルフリメイク作品（以下・リメイク版）があり、この『リメイク版』は掲載誌を『ビッグコミックスピリッツ』に移し、その後『鉄腕バーディーEVOLUTION』（以下・『EVOLUTION』）に改題した上で連載を継続した。
しかし、内容がクライマックスに達した『スピリッツ』2012年7月2日号において、急遽「あと4回で完結」という告示がなされ、そしてその告示どおり4回後の2012年7月23日号において、半ば打ち切りに近い形で完結した。その後、『月刊!スピリッツ』2012年10月号に描き下ろしのエピローグが掲載されて結末が補完されたが、設定の多くは解説もなく未消化のまま終わった。
単行本は『旧版』が少年サンデーブックスより全1巻、『リメイク版』がヤングサンデーコミックス全20巻とビッグスピリッツコミックス全13巻が発売されている。また、設定資料やアニメの情報をまとめた『鉄腕バーディー ARCHIVE』（以下・『ARCHIVE』）が2008年に発売されており、こちらにはそれまで単行本未収録となっていた読切がスピンオフ作品を含め収録されている。
メディアミックスも行なわれており、1996年（平成8年）にはOVA化（後述）・ドラマCD化（後述）されている。また、2008年（平成20年）には『鉄腕バーディー DECODE』（以下・『DECODE』）のタイトルでオリジナルストーリーでのテレビアニメ化がされている。

## 制作開始に至るまで
1980年代の前半、「怪力美少女もの」にはまっていたゆうきがその中から発想した作品の一つで、同時期には『アッセンブル・インサート』の発想も得ている。
女の子を主人公にした作品を描いたきっかけとしては、少年漫画の中で男の子にとって都合の良い"添え物"のように描かれている女の子にも主役だって張れるということを見せたかった旨をゆうきが述べている。
二心同体に至るまでのストーリー展開は「ウルトラマン」のオマージュであり、敵を追っていたヒーローに巻き込まれて命を落とした主人公を救うために同体となるなど、ほぼ同一といえる。
タイトルの「鉄腕」は『鉄腕アトム』に主人公の1人つとむをあわせた「鉄腕ツトム」という駄洒落から始まっており、さらにどのような漫画であるかが分かりやすいということでつけられた。また、作中で「鉄腕バーディー」と名乗ったのは旧版第2話、EVOLUTIONエピローグの各1回だけである。

## 旧版
『週刊少年サンデー (WS) 』（小学館）系列では「♡LY BLOOD」に続く2作目の連載作品として、『週刊少年サンデー増刊号 (WS増刊)』誌上において、1985年（昭和60年）1月号から連載を開始（第一部）。しかし、『WS』本誌での『究極超人あ〜る』の連載開始により、同年7月号までで連載が中断される。『あ〜る』連載中にも番外編の読切を不定期に発表し続け、同作の連載終了後には『WS増刊』において1987年（昭和62年）12月号より連載が再開された（第二部）。しかし『WS』本誌での『機動警察パトレイバー』の連載開始のため翌1988年（昭和63年）2月号までで再度連載が中断され未完のままとなっていた。
長らく単行本化はされずにいたが、1992年（平成4年）に『サンデー大増刊』として本編全話および発表済の番外編3編が収録された総集編が発行された。その後1996年（平成8年）のOVA化の際に、番外編を除いた本編全10話を収録した単行本が少年サンデーブックスレーベルより発行されている。
連載版はつとむの高校受験前から物語が始まり、高校1年時の2学期直前までの半年強の時間が描かれている。

### 番外編
『旧版』第一部と第二部の間の「あ〜る」連載中に3編、OVA化の際に記念として「じゃじゃ馬グルーミン★UP!」連載中に1編の番外編が発表されている。上記『旧版』の単行本にこれらの番外編は収録されず、2008年（平成20年）のテレビアニメ化の際に発売された『ARCHIVE』で単行本初収録となった。
ゆうきにとって『バーディー』が未完となっていることは懸案事項であったため、OVA化記念以外の3本はゆうきの「描かせてくれ」という願いから執筆されている。
千年の鼓動
『WS増刊』1986年2月号に掲載。平安時代の鬼伝説にアルタ人を絡めた作品。この作品によって「千年前になぜアルタ人が地球に来ていたのか」という問題が生まれ、これに対する答えが後の『リメイク版』の構想の柱となっている。
幻の潮騒
『WS増刊』1986年9月号に掲載。ホラー的な要素を題材とし、SF要素の少ない作品。
オールグリーン
『WS増刊』1987年2月号に掲載。 バーディーの幼少時代を描き、『リメイク版』第12章「人形の記憶」の原型となった作品。
〜迷宮の王〜 THE KING IN THE LABYRINTH
OVA化記念として『週刊少年サンデー超』1996年7月号に掲載。前作「オールグリーン」に引き続き、バーディーの過去を描いている。バーディーのライバルとして『リメイク版』にも登場するネーチュラーの初登場作品で、『リメイク版』の中において本編の事件内の行動について言及されている。『DECODE』第5話「Another World」はこの話の後日譚と言う設定で描かれている。

## リメイク版
未完のままとなっていた旧版『鉄腕バーディー』をセルフリメイクした作品。旧版と同じ『鉄腕バーディー』のタイトルの元、『週刊ヤングサンデー (YS) 』誌上において連載されていたが（以下・『YS版』）、同誌の休刊に伴い『ビッグコミックスピリッツ (BS) 』に移籍し、『鉄腕バーディーEVOLUTION』と改題の上で連載を継続した。『YS版』6巻以降ではコンセプチュアルデザイン協力として佐山善則、『EVOLUTION』以降はアイデア協力として出渕裕・大野木寛・鹿野司の名前が記載されている。
『旧版』の続編としての連載再開ではなくリメイク版として最初から描き直された理由としては、「月刊の続きを週刊でやるとリズムが変わること」「時代背景が変わったこと」が理由として挙げられている。『機動警察パトレイバー』の連載時には時代の変化もあり『バーディー』はもう描けないとゆうきは考えていたが、『じゃじゃ馬グルーミン★UP!』の連載中にOVA化記念として描かれた読切「迷宮の王」に手応えを感じたことが後へと繋がって行った。リメイクとして新たに書き直す件については、『リメイク版』連載開始以前にも「連載当時と考え方が変化したので、再開するなら新たに書き起こす」旨の発言をゆうきはしており、『ゆうきまさみのはてしない物語』においても、OVAを受けて「これはもう、もう一度書き直す」という決意を示す文面が欄外に記されていた。そして直接的には『パンゲアの娘 KUNIE』の打ち切りによって仕事のなくなっていたゆうきに、『ヤングサンデー』に異動していた『じゃじゃ馬』時の担当が『バーディー』を名指しで連載を持ちかけたことがきっかけとなっている。
『旧版』の設定・エピソードの多くを引き継いでいるが、作中背景の描写は基本的に発行年代における「現代」になっており、『旧版』連載時には普及前で登場していなかった携帯電話が、『リメイク版』では作中の標準的な小道具として、さらには主人公バーディー / 千川つとむの基本装備として描写される。さらにはインターネットが利用され、つとむの協力でバーディーの捜査でも情報収集手段として使われた話も描かれている。

### YS版
長らく主な活動の場として来た『週刊少年サンデー』を離れ、『YS』誌上において2003年4・5合併号より連載を開始。2008年（平成20年）35号での同誌の休刊に伴い、『ビッグコミックスピリッツ (BS) 』に移籍して同年41号から43号まで連載し、一旦区切りをつけた。ただし物語としては完結しておらず、『EVOLUTION』に続いている。単行本はヤングサンデーコミックスより全20巻が発行されている。
つとむが高校受験を終えた時期から始まり、高校1年生の冬までのおよそ1年ほどが描かれている。

### 鉄腕バーディー EVOLUTION
『鉄腕バーディー EVOLUTION』は、『BS』2008年46号から2012年34号にかけて、4週掲載1週休載のペースで連載された『YS版』の続編。単行本はビッグスピリッツコミックスより発行されている。
舞台を『YS版』終了時のおよそ2年後に移しており、つとむが高校を卒業して大学浪人として予備校に通っている。

### 鉄腕バーディー EVOLUTION〜EPILOGUE〜
『月刊!スピリッツ』2012年10月号に掲載された読切。『鉄腕バーディー EVOLUTION』の後日譚で、舞台は最終話の約8か月後。『EVOLUTION』最終巻に収録。なお、つとむは2浪が確定している。

### 巻末オマケ漫画
『リメイク版』のコミックスの巻末に収録されているオマケ漫画。元ネタはゆうきまさみのウェブページ「ゆうきまさみのにげちゃだめかな?」に掲載されたスケッチであり、「もしも漫画のキャラクターを俳優として扱ったらどうなるか? 」という思考実験に基づいている。このオマケ漫画では私生活ではものすごく地味なバーディーや監督であるゆうきまさみ達が特撮『鉄腕バーディー』の撮影スタジオを舞台にして本編の文字通りの舞台裏を描いている。ただし毎回この設定に基づいて描かれるわけではなく、単純なギャグ色の濃いオマケ漫画として描かれ、『究極超人あ〜る』など作者の過去作のネタが取り入れられる場合もある。
『DECODE』の限定版DVDには本作と同じように作中のキャラクターとゆうきが掛け合う、ゆうき描き下ろしの1ページ漫画「鉄腕バーディーえんこーど」が付随している。

### オマージュ
2015年12月26日発売の『月刊!スピリッツ』2016年2月号に松浦だるまによるオマージュとして読み切り短編『ヒーローの憂鬱』を掲載。『EVOLUTION』の後日談で、宇宙人の存在が公になったことから有田家が出自を隠す必要がなくなり、町おこしに利用しようとするというストーリー。バーディーもゆるキャラ化されている。

## あらすじ
連邦捜査官バーディーは、テロリストであるクリステラ・レビを追って地球まで赴くが、捜査の途上で事件現場に紛れ込んだ地球人、千川つとむに誤って致命傷を与えてしまう。瀕死のつとむの体と精神を救う窮余の一策として、彼女は自らの体につとむの記憶と心を宿して姿を変え、“二心同体”となる。
しかし、レビ一党により栽培されていた酔魂草を見てしまったつとむは、テロリスト達からつけ狙われることになる。バーディーの捜査につとむはプライバシーを侵害されながらも、二人は少しずつ距離を縮めていき、酔魂草事件とレビ捜索の捜査を続けていく。
なぜ彼らは、本来地球外の植物である酔魂草の培養を行っているのか？ なぜ地球を潜伏先に選んだのか？ その最終的な目的はいったい何なのか？ 捜査が進むにつれ、事態は宇宙規模の政治・軍事的大事件へと発展しかねない様相を呈し始める。

## 登場人物
本項では『リメイク版』の描写を基本としている。

### 主人公
「二心同体」の言葉が象徴する通り、本作の主人公の二人は一つの体を共有している。正確にはバーディーの肉体につとむの人格および記憶を移植する形で二心同体を実現しており、事情を知る他の連邦捜査員からはしばしば「地球人を飼っている」という表現を使われている。
この移植の影響により、バーディーは自然寿命の半分を失っており、また常に体へ負荷がかかった状態であるため、ただでさえ大喰らいである彼女の“燃費”がさらに悪くなった。一方つとむは、眼鏡なしでは日常生活に支障を生じるほどの近視が治っていたり、虫歯の治療痕やお尻の傷跡など、遺伝情報にない後天的な身体的特徴がなくなっているなどの変化が生じた。肉体は基本的にバーディーの健康体であるため、病院にかかる必要はないが、つとむが学校生活を送る上で避けられない身体検査をどう回避しているのかは描写されていない。
肉体を共有しているため、バーディーの負傷はつとむの負傷にもなる。逆の場合の描写は見られない。また、外見はつとむのままで、バーディーの意志で自由に動かす事もできる。その際には瞳孔がイクシオラ・アルテクス（イクス系アルタ人）の特徴である「猫のような縦長の瞳孔」になり、瞳の色も変化する。ただし、つとむの姿でバーディーの運動能力を発揮するには限界がある。感覚などは、視覚はバーディーと完全共有し、聴覚も共有しているが可聴能力に差があり（1巻）、バーディーの意志で声や味覚（15巻）を切り替えられる。痛覚は、バーディーからつとむへの伝達はされないらしいが、つとむからバーディーへの伝達については一応痛みがあるらしい（→OVA版第2話参照）。
人格・記憶については互いに独立しており、片方だけが知っている知識については基本的に発話によるコミュニケーションを介してでしか伝達されない。表に出ていない方の人格から、表に出ている方の人格への意思の伝達は思考によって行われるが、その逆は口頭で行われる。思考による意思伝達を行うことは、人格融合の恐れがあるため禁止されている（1巻）そのため、妙な独り言を喋っていると、周囲からおかしな目で見られることがあり、バーディーと他の宇宙人との会話をつとむが理解できない場面がしばしばある。
しかし物語が進むにつれて、次第に二人の精神から境界が失われていく。『EVOLUTION』の冒頭では、二人の人格の融合を防ぐため、バーディーの精神活動を2年ほど停止していたことが語られているが、結局それは応急的な措置でしかなかった。二人の人格融合は進み続けており、二人の共作であるという淫夢に悩まされたり、つとむが激情に任せてバーディーの力を引き出すという事態にも発展し、終盤では二人分の精神圧で発動した力で奥の院を破壊した。
『EVOLUTION』では終盤に修復・調製を終えたつとむの身体が地球との交渉を行うべく訪れた使節の母船に積まれて帰ってきているが、最終話エピローグでは奥の院消滅に伴う混乱で保管された身体を蘇生させて、2人を分離させる処置を行う余裕もなく後回しにされている。レビの逮捕という任務は成し遂げた形であり、上司からは休職中という扱いだが、居留地や宇宙船から装備や換金物質を持ち出して逃亡した者たちを捕えていて、スケルツオからは仕事ではなく「趣味」と称されている。
バーディー・シフォン・アルティラ
本作の主人公。「狂戦士（バーサーカー）殺し」の二つ名を持つ連邦捜査官。階級は巡査。直情径行の美女。名は「シフォンで生まれたアルタ人のバーディー」の意で（このため、本来は「アルティラ」は付かない）、遺伝子操作などの形で人工的に生み出された強靭な肉体を持つ。調整アルタ人（イクシオラ・アルテクス）で、姿は地球人に酷似するが、地球人をはるかに上回る身体能力を持つ。反面、頭の回転は人並みであり、どちらかというと行動が警戒心に優先してしまいがちで、思慮が足りないこともしばしば。
アルタ人というだけで自身と同年代の子供達や、その保護者らに嫌悪されたために一般の学校には短い期間しか在籍できず、同じアルタ人の大人らには警察組織の一員として恵まれているという理由から悪意を向けられ、そのせいで孤独な幼年期を過ごし、さらにはレビのテロが原因で育ての親の一人を失ってしまうという悲哀な過去を持つ。その後も捜査官という職業柄、同じアルタ人でも好意をもって接してくれる人が少ないと話しており、基本的に孤独な状況に変わりはなかったようである。
育ての親であるメギウス警部の配慮により、高いエリート教育を施されている。これは、社会的地位が低いアルタ人としてのハンデを少しでも軽減することと、アルタ人全体の社会的地位向上の担い手にさせることが目的（いずれも本人には知らされていない様子）。このため、法律や過去の歴史（事件）など捜査官としての知識は優秀だが、元々頭を使うことが苦手な性格から数学や物理などには弱い面もある。
捜査官としてレビを追って地球に来たが、ギーガーを逮捕しようとして、その場に居合わせたつとむに誤って致命傷を与えてしまう。幸い脳は損傷しておらず、生命活動が完全に停止する前につとむの記憶や遺伝情報を採取し、エコノス＝クィルに送られたつとむの体の修復が終わるまでの間バーディー自身の肉体をもって補完するため、つとむと二心同体となった。
地球の「お風呂」がお気に入りである。その他、地球の料理（千川家の食事など）も好んで食べる。
基本的にイクシオラ特有の強靭な肉体を武器とする格闘戦を得意とし、銃器や武器などを使わない。彼女の腕力はイクシオラの中でも強力な部類にあり、同じイクシオラであるカシューが彼女を「怪力娘」と呼んだことがある。
生体防壁を利用した衝撃波「クラッシュ」という技を持っており、手に集中させて放つと地球人の体をぶち破るほどの威力を見せる。また一時的に自らの体を重くする「アンカー」によって、敵の突進に耐えたり、水中での急転換などを可能とする。
連邦の捜査官の標準装備としてナチュラムという寄生粘菌を利用した生体皮膜・スーツを持っており、戦闘時に着用する。一度意識を失って解剖されそうになった時に、着用時は彼女の皮膚と一体化しているという描写がある。銃弾、刀剣による攻撃を防ぐほど強力だが、生体皮膜そのものは他の生物も有しているため、これと接することで中和され、弱体化するという弱点がある。バーディーはテュートが機能停止した際に彼のパーツから現在のつとむの携帯電話を作り出しており、スーツ着用時はこの携帯電話が変形しバーディーの両手の甲に装着される（転位モード、2巻）。その為、スーツの機能（捕縄など）を使用する際に「テュート」と呼びかけている。
大アルタ帝国初代皇帝エタニアの遺伝的特徴を強く受け継いでいるらしく、旧アルタ王家の子孫である有田紅葉と似ているのも偶然ではないと思われる。
身長170cm、体重52kg、B88cn/W60cm/H86cm（旧版の設定）
千川 つとむ（せんかわ つとむ）
本作のもう一人の主人公。私立久遠高校に通う高校一年生で、廃墟マニア。廃墟となった山奥のホテルに羽沢や正久保と探検に行った際に、バーディーに追われていたギーガーの身代りにされ致命傷を負う。連邦の技術によって破損した肉体を修復する間、意識だけがバーディーに移植され、容姿を切り替えつつ二心同体となって二重生活を送ることになった。戸成中学校出身。近所に住んでいる早宮とは幼稚園以来の腐れ縁で、高校でも同じクラス。
優柔不断で嫌なことは後回しにするタイプだが、バーディーとの奇妙な「同居」生活を続けるうちに、徐々に変化しつつある。
また、マイペースで男女関係に疎いバーディーとの二心同体生活には彼女以上に頭を悩まされている。
『EVOLUTION』では高校を卒業し一浪、予備校生になっており、室戸の事務所でアルバイトをしている。バーディーとの共闘の末に奥の院を破壊したが、それによって元の身体に戻ることも出来ずに二浪が決定。世間を騒がす事件にいつ身近な人間が巻き込まれるか分からないという経験から、バーディーと共に活動を続けている。
奥の院が生み出された世界では受験前に訪れた廃墟で事故に遭い、ケガで試験を受けられなかったため久遠高校に入れず、滑り止めの男子校に進学、大学卒業後にナカスギ工業に就職していた。

### 連邦

#### 連邦警察
テュート
バーディーの相棒。ロボットの一種で「マーカー」と呼ばれ、捜査官の情報収集や通信・記録などの支援を行う「装備」の一部。クラゲのような姿をしており礼儀正しい。臥龍苑の事件で致命的な損傷を受け、その後の瀕死となったつとむの生命維持装置として活躍するも機能停止する。同事件で破損したつとむの携帯電話に部品を組み込んで再構成された。転位することによってバーディーの生体皮膜となる。元々はメギウスが使用していたようである。
ルー・メギウス
バーディーの直接の上司にして、育ての親の一人。連邦警察刑事部特捜課課長で階級は警部。冷静沈着なルベラント人（昆虫型宇宙人）で、スケルツォ曰く「清廉の人」。社会正義の実施が信条らしく、不正義・差別に義憤を爆発させることもあり、バーディーの親代わりを引き受けたのもこうした性格からである。政権内部での勢力地図の変化に疑念を抱き、レビ一党への捜査がただの対テロリスト作戦ではないことに気付きつつある。15巻の（恐らく地球の）9月1日付けで警視補に昇任(その後警視)、星務次官室監察部長に着任し、連邦警察特捜部長の任を解かれるが、その後もレビの事件を独自に調査しており、現在はスケルツォとともに地球近辺に滞在している。偽装膜を纏って変装し、地上に降下してバーディーに捜査方針に不満があるなら連邦警察を辞めるように忠告している。
いらつくと人間でいう歯ぎしりをする癖があり、その音で周囲は迷惑する。また、妻がいることが確認されている。好物はコガネトビイカのゲソの炙り。脱皮は現在19回目。
スケルツォ・ガ＝デール
メギウスの友人で良き相談相手。いかにも古強者（ふるつわもの）といった印象の強面バルボックス人（恐竜型宇宙人）。性格もいかにも豪傑タイプで、良く言えば豪放磊落、悪く言えば大雑把でいい加減な人。しかし面倒見が良く、また交渉ごとの押しが強い。連邦警察官の勲章として顔面の人工筋骨を剥き出しにしている。シフォンにある連邦捜査官の養成学校で教官職に就いており、バーディーも教え子の一人だが、幼年期から遊びを通して訓練するなど、存外教育者向きな性分である。メギウス同様、バーディーの育ての親の一人で、彼女の身元引受人（連邦の制度により、調整アルタ人には他種族の身元引受人が必要らしい）である。赴任地の関係で留守がちなため、オリオテーラにおけるバーディーの保証人代理をメギウスに依頼する。
後にメギウスと共に地球に来訪、偽装膜で変装しバーディーやゴメスの元に現れたりしている。
カペラ・ティティス
治安警察出身のイクス系アルタ人女性捜査官。無慈悲にして驕慢、目的のためには手段を選ばない性格。外見は少女だが、実年齢はバーディーより上。前任地は独立運動の盛んな惑星フォゾンで、反乱軍を相手に治安警察の一員として活動しており、政権内部の急進派との繋がりが推測される。仲間は作らず敵は早めに潰すタイプだが、それ以外の方法を知らないらしく、強引かつ残忍な捜査手法が目立つ。軽くあしらえる相手には容赦がないが、ゴメスたちと接触した際には対になった鳥形のマーカー2体（デュガス・ボー、デュガス・エー）を失って自身は重度の火傷を負い大敗するなど、より強い相手に当たったときの脆さも見え隠れしている。
クリステラ・レビが引き起こしたとされる、アクラバル消失事件への関与が示唆されている。
また、『EVOLUTION』では、交渉のため地球に接近中の宇宙船に付き武官として同乗しているが、外交の護衛ではなく軍の意向で行動しており、スケルツォ曰く「火点け屋」。終盤のどさくさに紛れて脱走しており、バーディーも個人的に追っている。
カシュー・ゲーゼ
カペラとともに派遣されて来たイクス系アルタ人の男性捜査官。惑星ゲーゼ出身。クールで知謀に長けるが、存外軽い言動も見られ、どうにも掴み所がない飄々とした存在。目的の達成を最重要視する点ではカペラと気が合うが、余り強硬な手段で敵を作るよりは、適度に接して利用するタイプ。三人の中では、一番地道に捜査に勤しみ、北米地域で隠れ住む同盟系宇宙人と接触するなどして情報収集を行っている。治安警察との繋がりは不明。切れ味の鋭い極細のワイヤらしきものを武器にする。リューズというマーカーを連れている。『EVOLUTION』では、潜入捜査の一環として米国で「カシュー・ライトマン」の偽名でアンカーマンの部下となっている。
ネーチュラーとは恋人関係で、バーディーの扱い方・接し方に関しては基本的に同じ考えを持っている。アンカーマンと共に浄火学館を訪れた際、ネーチュラーが捕獲監禁されたことを知り救出を試みるも、暴走した彼女に殺害される。その後、マーカーのリューズは、バーディーに引き継がれた。
キデル・フォルテ
増援として地球に派遣されて来た、リクルス人の連邦捜査官。地球のネズミに酷似した姿をしている。種族としての特質故かバーディー曰く「陽気でせっかちな性格」。地球に派遣された連邦捜査官の中では、最も温厚かつ良識人だが、群体生物の宿命か、雑念が多く注意力散漫で、それゆえの細かなミスも多い。柱や食料をかじり散らす癖もある。ただし警察官としての職務には熱心で、かなり危険な潜入捜査に率先して動く。階級は巡査部長。同じくリクルス人であるピエド・ルンカとタルトという「2名」の部下がおり、マーカーとしてピシュメース、アトロモス、テリリュートの3体を連れており、彼らも地球で活動している。
応援に派遣されるも乗ってきた宇宙船はあまり上等ではなかったらしく、故障して墜落し地球の海に沈没浸水して、持ち込んだ食料などが水浸しになるなど散々な目にあっており、修復中の乗ってきた宇宙船やバーディーの宇宙船、さらには千川家の屋根裏などを行き来している。地球のお菓子（カントリーマアムやオレオといったクッキー）が特に最近のお気に入り。
ウィージ・ガッハウ
メギウス警部の秘書を務めるウルグ人（犬型宇宙人）の女性。メギウスの異動後もレビ関係の連絡は取り合っている模様。連邦における一般的な美的感覚によれば、かなりの美女であるらしい。バーディーとは友人的な付き合いがあるらしく、通信では事務上の連絡をこえたやり取りもしており、表情も豊か。後述のクレド・ガッハウの姉。
ギャロ・ペンダリオ
メギウスの後任の連邦警察特捜部部長で、エオン人（ヤギ型宇宙人）。元司法省内務局総務部次長で、警察勤務が一度も無く、特捜創設以来異例の人事。司法局長の腰巾着で、この異例の人事は、司法局長による特捜部掌握の一端と思われる。
ギューイ
鳥型宇宙人。連邦警察特捜課長で、メギウスの異動後ペンダリオが特捜部長となった際にバーディーの直属の上司となった。バーディーがペンダリオと直接対話することを許可しないなど、バーディに対して非協力的な態度をとる。レビの逮捕についても消極的で、始末を特殺官に任せたがっている。
グレイ・シフォン
シフォン生まれのイクシオラ。クリステラ・レビが主導して制定された「イクシオラの普通教育法」により、一般人とともに「普通教育」を受ける。科学省総監を退任し、オリオテーラに帰郷するレビを宇宙港に見送る。連邦警察官となった後は、コデイン修道会の鎮圧やレビと禁書の捜索などを行う。連邦では既に死亡したとされている。

#### 連邦軍
キルツ・ケルツ
メギウス警部と同じルベラント人で、クリステラ・レビが科学省総監であった当時の、連邦軍軍務局長。エタニオラ・アルテクス（エタナ系アルタ人）に酔魂草の成分を投与して、超兵士を造り出すための人体実験を、当時極秘で行っていた。連邦においても人体実験は重罪だが、発覚後も罪には問われていない（時効なのかは不明）。カペラとの間に繋がりがあるが、背後関係は不明。現在も軍に影響力を持っている節がある。YS版ではレビが科学省総監をやめる直前の人体実験の被験者に片目をつぶされるが、『EVOLUTION』のレビの回想ではレビが最初に短期間科学省に勤めたときにすでに隻眼であり、科学省総監時代にもレビが酔魂草に関与する描写はなかった。
オプラ・ガルテ船長
辺境観測船オプラ・ガルテの船長でウルグ人の男性。思想的には強硬派だが、真面目で有能、かつ公明正大で責任感の強い人物。軍籍にあり、事故により地球に墜落した強行偵察機回収について強硬論を唱え、穏健派の外務省渉務官と対立する。後にニエトの船内破壊活動により殉職。
ニエト・ウォシュガム
オプラ・ガルテ所属のヌビア人の女性兵士。地球に降下したクレドの捕獲任務に就き、行掛けの駄賃でつとむらを宇宙船に拉致する。前線経験があり、オプラ・ガルテの水兵たちの中では任務遂行能力が高いが、性格はきわめて利己的かつ残忍で、捕獲したクレドに独断で拷問を加え、それをとがめられると乗船内で破壊活動を行う。その結果、オプラ・ガルテは完全に破壊され、ほとんどの乗員が犠牲となった。彼女を取り押さえようとする船長は「ヌビアの野蛮人」と罵った。
オプラ・ガルデ破壊の直前に脱出し地球に潜伏していたが、後に地球の政府に捕獲された。取調べの際に抵抗して射殺されたが、それを地球人を野蛮人と見なすカペラや宇宙人を危険視する日本政府が煽動に利用している。

#### 連邦政府
ティルル・ギゼー
連邦の主席執政官。鳥型宇宙人。穏健派のリーダーだが、政治的立場は安定していない。外交畑の出身で、アクラバルでのテロ当時は外務次官だった。軍組織の介入を嫌って、期限の引き伸ばし工作をおこなう。

##### 外務省職員
渉務官
鳥型宇宙人の男性で、クレドの上司。オプラ・ガルテに搭乗した外務省の職員中最上位の地位にある。クレドの地球降下を非公式に承認した。偵察機回収については穏健な方針を採ろうとしたため、軍人である船長と対立する。
クレド・ガッハウ
オリオテーラの幼年学校でバーディーのクラスメイトであった、ウルグ人の少年。ウィージの弟。社会全体の風潮による影響でアルタ人に対し偏見を持ち、初対面からバーディーを苛めたが、自分の責任でバーディーが学校に行けなくなってしまったのかと気にかけていた。ヴァイオリン死亡の原因となったテロ事件でバーディーに助けられて以来、化け物（イクシオラ）ではなく「友達（ないしは命の恩人）」として彼女に好意を持つようになる。現在は社会人として連邦外務省の三等書記官をしており、それなりの出世の道を歩んでいる。
地球に接近中の辺境観測船オプラ・ガルテに同乗しており、ニエトによるオプラ・ガルテ破壊活動の際、バーディーを見送りに来てそのまま一緒に脱出した。その後は地球でアルタ人ネットワークの助けを借り、世界中を旅しながら地球の政治的状況等を調査していたらしい。

##### 奥の院・神祇庁
ネーチュラー・ゲーゼ
奥の院に仕える神祇官でイクシオラの女性。その中でも「特殺官」と呼ばれる奥の院の暗部をなす役職についており、予め指定された対象者をその場で殺害する暗殺者である。過去、政治的理由から当人には罪は無いが連邦にとって存在自体が不都合な無抵抗の人物を殺害したこともある（『迷宮の王』）。「神話時代 - 帝国時代のブラックボックス」を解く呪文を正確に発音できる人種がアルタ人とエネマ人に限られるため、一部の神祇官はアルタ人である必要があるらしいが、それ以上に能力的に優れるためか、アルタ人としては破格の高待遇を受けており、かなりのエリート。怜悧な判断力と業務遂行能力を持つが、やや高慢さが目立つ。
針のような武器を取りだし投げつけたり刺したりして戦う。その針は彼女の肉体から生成しているため、生体防壁を突き破りさらに免疫不順を引き起こさせるため傷以上に痛みを伴う。ゴメスによれば立て続けに生成すると自身の肉体にもダメージが及ぶらしい。
知的ではあるが人付き合いを好まず、誰とも距離を置いている。幼少時のバーディーを知っているほか、同時期のメギウスとも面識がある。無邪気さが抜けないバーディーに対しては屈折した感情を持っているらしく、原作でも『DECODE』でも「嫌いだ」と言いながら、バーディーの危機に際して助けを入れている。一方のバーディーはネーチュラーに対して厳格すぎる所を煙たがりながらも憧れの感情を持っていたらしく、ネーチュラーの死後自らのスーツのデザインを彼女のスーツに近いものに変えている。
カシュー・ゲーゼとは同郷で、恋人関係にある。カシューと肉体関係を持ったことを「堕落」と見なされたことが、特殺官になった（された）原因であり、心の拠り所としてカシューとの関係を続けつつも、神祇官としての信仰との間で葛藤している。
辺境観測船オプラ・ガルテに同乗し、同船の遭難の際にはバーディーらとともに脱出し地球に降下。『EVOLUTION』では、バーディーとともに浄火学館に囚われ、脱出の際に暴走（奥の院により、マインドコントロールされていたと思しき描写あり）。止めに入った恋人のカシューを殺害した後、バーディーによって命を絶たれた。
レー・シグナ
「奥の院」第七席審神者。様々な種族で構成される連邦人の中でもかなりの巨体で、異様な姿をしている。神祇官からは「猊下」と呼ばれている。神祇官としてバーディーを育てる案を温めていた。レビの起こしたテロにより死亡。
チュニカ・シフォン
クリステラ・レビの回想に登場。レビの少年期、オリオテーラの神祇庁神学校での同級生。神祇官とされるべく純粋培養されたイクシオラの少女。レビの前で平気で裸になるなど通常人としての常識が欠落しており、さらに神祇官としての制服しか持たされておらず普段着すら持っていなかった。レビによって少しずつ打ち解けてくるが、テロに巻き込まれレビとともに瀕死の重傷を負い、奥の院の示唆による手術により、レビと融合。彼女の存在がレビに「イクシオラに対する普通教育法」を制定させるきっかけとなった。
マクセール・ペリダン
クリステラ・レビの回想に登場するアルタ人男性。愛称は「マクス」。レビの神学校時代の上級生にして友人。大学校までを修めて教会改革を唱え、志を同じくする科学省総監に就任したレビの私的なアドバイザー役も務めた。レビの失脚後（約30年前）、禁書の研究を始めたのが教会の逆鱗に触れて破門となり、故郷のコデインに帰って宗教組織「コデイン修道会」を起こしたが、異端視・弾圧され武装蜂起する。しかし、蜂起は武装警察軍によって鎮圧され、その際に自殺したとされる。
異端認定の理由は、禁書を所持していたことであり、その禁書は修道会陥落の後、レビの手に渡っている。
メース
レビ暗殺のため、地球に派遣された特殺官たちのリーダーで、司教。功を焦って、同時に派遣されていたネーチュラーの帰りを待たずに特殺官たちを動かした挙句に失敗。それをネーチュラーに詰られたのを恨み、ネーチュラーが浄火学館東京本部に囚われた際には、宇宙船から地球を砲撃し、標的であるレビとともに亡き者にしようとした。攻撃が失敗したのを悟ると再度の攻撃を試みるが、事態の悪化を恐れた部下に殺害された。

#### その他
ヴァイオリン
女性型の人形。型式名はラウナI型で、希少な部類に入る。ヴァイオリンは「第三世代」にあたり、連邦時代に入ってから起動された「比較的新しい」個体である。バーディーの育ての親の一人で、オリオテーラにおける幼年期の養育係。短時間であれば軍事用ロボットのバーサーカーとすら互角以上に渡り合うほどの性能を持つ。また、人形を複数体使役できる機能があるらしく、本来の用途は貴人の子供の養育及び警護又は戦闘指揮と思われる。性格は真面目だが、その真面目さが仇となってバーディーがヘソを曲げると気に病むなど、苦労性な性分である。レビの起こしたテロが原因で「死亡」し、そのことがバーディーのトラウマとなっている。
キンゼル・ハウアー
ヌビア人のテロリスト。外伝「迷宮の王」に登場し、『YS版』第132話や第133話でも名前だけは言及される。かつて、惑星エオンで敵対組織との抗争のために町ひとつを壊滅させ、その住民を喰うという蛮行を行い、「人食いキンゼル」の異名を持つ。
一種の犯罪マニアであり、究極と言えるほどの愉快犯であるが、反面、犯罪の合間に大学を3つも卒業するほどのインテリでもあり、犯罪心理学を研究する（往々にして実践（再現実験）を行う）マッドサイエンティストでもある。
『EVOLUTION』ではすでに逮捕されて投獄されているが、メギウスとの会話の中で、アクラバル消失事件に係わる、ある疑惑が浮き彫りになる。
基本フォルムのデザインは出渕裕。
オッセンテッカ
バーディーが連邦警察の研修生だった頃に勉強を習った家庭教師でエオン人（ヤギ形宇宙人）。あだ名は「ヒゲメガネ」。幼年学校に通えなくなったバーディーのためにメギウスが頭を下げて頼んだ。メギウスが知る限り最高の家庭教師らしく、彼に厳しく叩き込まれたおかげでバーディーは歴史に詳しくなった。元は中等学校の先生でスケルツォを教えたことがあり、その時の厳しい教育のせいでスケルツォはこの先生のことが苦手。
パダン
バーディーの人格融合の治療のため保健省から派遣された医師でエオン人。バーディーを幼少時から知っている。地球からの帰還中に乗船が帝国の城塞艦ラヴァンタンに拿捕され、虜囚の身となる。普段は穏やかな人物のようだが、帝国の虜囚となってからは皮肉めいた辛辣な発言も多く見られる。

### 地球人

#### 千川家
千川 孝司（せんかわ たかし）
つとむの父。常識人の会社員で、自宅ではつとむ共々生活力が無い凡庸な性格をしており、大学生になる娘の生活が近年派手になっているとか、思春期な息子の回りで不審火など怪事件が頻発しているのが目下の悩みである。
『DECODE』では第一話冒頭で妻と共に転勤した。『EVOLUTION』でも、妻と共に福岡県に転勤したことがつとむの口から語られている。
千川家の母
つとむの母。本名不詳。昼間も在宅しており、専業主婦である。
『DECODE』では第一話冒頭で夫と共に転勤した。『EVOLUTION』でも、夫と共に転勤したことがつとむの口から語られている。
千川 はづみ（せんかわ はづみ）
つとむの姉で大学生。強気で遊びたいさかりの今時の娘。弟に対して態度は大きいが、その実で細やかな気配りを見せるなど、案外弟思い・家族思いの性格である。「事件」については何も知らないが、本人の意志とは関わりのないところで「事件」に巻き込まれ、酔魂草の成分を投与されてしまう。
『EVOLUTION』では大学を卒業して東京の会社（アグニエレテック）に就職し、転勤した両親に代わってつとむの保護者となっている。
『旧版』での名前は「はずみ」で、発音は変わらないものの表記が変わっている。

#### つとむの友人
早宮 夏美（はやみや なつみ）
つとむの幼なじみで、快活・世話好きな女子高校生。歯医者の娘。つとむとは同じ高校に通っておりクラスも一緒。バーディーの体を持ってしまったつとむのお陰で、バチルスに喰われかけたり、米国の工作員に拉致されたりと、ロクな目にあっていない。そういった特殊な状況に置かれ続けたため、なにやら常識では測れない事態が進行中だというのは認識していた。つとむの正体に違和感を持ったことも。後に、須藤とともに二心同体の事情を教えられる。
『EVOLUTION』では大学生となり、須藤と付き合っている。
須藤 良太（すどう りょうた）
千明の幼なじみで、つとむのクラスメイト。口は悪いが正義感が強く、ひたむきな純粋さを持っている。早宮曰く「かわいい性格」らしい。実家は個人経営の肉屋。兄が浄火学館に入信・活動していることを高校時代は気に病んでいたが、『EVOLUTION』では持ちネタとしていた。口より先に手が出る性分。早宮とともにある事件に巻き込まれ、つとむとバーディーが二心同体であることを知る事となる。
『EVOLUTION』では一浪し、つとむと同じ予備校に通っており、早宮と交際中。
千明 和義（ちぎら かずよし）
つとむのクラスメイト。柔和な風貌で穏やかな性格の好青年だが、実はエタニオラ・アルテクス（エタナ系アルタ人、レビは旧アルタ王家であることを仄めかす）の血を色濃く引く「チギラ」一族の末裔。特異体質（おそらくはアルタ人の体質）の持ち主で、過去に大病を患ってからレビ一党により酔魂草を投与され続けている。それが原因で両親が浄火学館にのめり込み、遂には全財産を寄進するに至ってしまった。身体に異変が起こっており、人間としてのアイデンティティに不安を抱える。バーディーに一目惚れ。
『EVOLUTION』では、ゴメスの依頼により、椿が創設した「第4特務自衛隊（通称、ザ・フォース、4特）」に隊員として所属。隊内では「チョビ」と呼ばれ、覆面をつけ素顔を隠している。
原作では比較的重要なポジションを占めるキャラクターだが、『DECODE』では単なる温和で凡庸な脇役キャラになり、「事件に巻き込まれ」て「人間としてのアイデンティティに悩む」という立場などは後述の中杉小夜香に割り振られている。
羽沢 昌之（はざわ まさゆき）
つとむの中学以来の友人。体型が太め。高校も同じだが、クラスは別。ただし廃墟愛好仲間であるつとむにちょっかいを出すためにつとむらのクラスにしばしば出没している。
正久保 りょうた。（まさくぼ）
つとむの中学以来の友人。眼鏡をかけている。高校も同じだが、クラスは別。羽沢と連れ立って、休み時間などにつとむのクラスに入り浸っている。
北村 可奈絵（きたむら かなえ）
つとむのクラスメイト。早宮と仲が良くつとむ達と行動を共にすることが多いが、事態にはほとんど絡んでいない。
中杉 小夜香（なかすぎ さやか）
『EVOLUTION』より登場。つとむ達が2年生になったときのクラスメイトでロボット開発を手がけているナカスギ工業の社長令嬢。池袋でナンパ男に絡まれているところを、（バーディーの力を借りた）つとむに助けられたことにより、つとむに対して手作り弁当を持参する等、つとむに対して恋愛感情を持つ。2年の途中に神戸へ転校してしまったが、大学入学を機に上京、高校の同窓会でつとむと再会する。つとむへの恋愛感情はいまでも変わっていない。大学生になった現在は介護用ロボットの人工知能の研究をするべく勉強している。別名「お弁当の君」。
つとむと待ち合わせ中に、かつて父親の部下だったPMI相模原研究所所長の佐々木と出会い、両親の行っていた研究内容を佐々木から聞かされる。それにより心を乱した小夜香は交通事故に遭い意識不明となる。その際、彼女の記憶は県の手でオンディーヌに移されてしまう。
その後昏睡状態のまま人格転移技術の見本として展示された時、乱入し「小夜香の後悔」から暴走したオンディーヌがつとむの前で機能停止するのと時を同じくして覚醒。無事保護され神戸に戻った。
その後終盤にて再登場した際、ペリダンの禁書を初めとする、世界の根幹に大きく関わりの持つキャラクターと判明。最後の決着を見届けることになる。
元々は『DECODE』のオリジナルキャラクター。
河合 ひな子（かわい ひなこ）
『EVOLUTION』より登場。小夜香が通っている図書館で知り合った、小学3年生の少女。2年前に父親・隆二が失踪しており、そのせいかしっかり者で、物言いが妙に大人びている。海辺の町の出身で、小夜香を通じてつとむ達と知り合い、伯父・隆一の経営するペンション「ぼうよう」に招待する（ちなみにペンションの隣は祖父が経営する民宿「いづ海」）。
バーディーとは、失踪した父親を通じて哀しい因縁を生むことになるが、ひな子がそれを知ることはなかった。

#### 報道関係者
室戸 圭介（むろと けいすけ）
久遠高校報道研究会のOBで、フリージャーナリスト、ノンフィクション作家。宇宙人や超能力などの超常現象を専門に扱っている。バーディーの存在を嗅ぎつけ、周辺を取材しはじめる。5年前に酔魂草に関わった少年と知り合い、それが取材の一つのきっかけになっている。一時、離婚した元妻（カコちゃん）の所に退避するなど、多少常識はずれな所がある。元々は良質な記事を書くルポライターではあったようだが、何処で何があったか、すっかり世間を斜に見るようなひねくれた性分になってしまい、作中現在ではやらせ記事なども書いているらしい。とはいえ、登場人物の中では、事件に対し「大人の対応」ができる、数少ない人物の一人。事件にのめりこんでいくつとむを叱責・警告するなど「大人」な面も見られる。
真田 かをり（さなだ かをり）
久遠高校報道研究会のOGで、TVキャスター出身の硬派のジャーナリスト。早宮の憧れの人物である。『YS版』でも名前だけは出ていたが、本人の登場は『EVOLUTION』より。防衛省の強化兵計画を追っているらしく、重信と接触している。報道研の先輩である室戸とも面識あり。
久利生（くりゅう）
テレビディレクター。カメラマンの「テッちゃん」やオーパーツ研究家の野際とともに阿留多荘に伝わる「鬼」の伝説について取材しに来た。「鬼」のような変な遺物や遺跡に詳しい。「鬼」を不用意に復活させてしまい、その「鬼」に殺害される。
野際 不二哉（のぎわ ふじや）
久利生たちによる阿留多荘の「鬼」に対する取材に同行した、東昭工大に所属する学者。オーパーツ研究に際しての視点は現実的であり、ニセ物はきっちり見分け、ニセ物で無い場合でも当時の人が作る方法が何かあったのではないかと模索する事を旨としている。「鬼」を起動させた3人のうち、唯一生き残る。

#### 警察関係者
吉良（きら）
警視庁秋川署の老刑事。階級は巡査部長。臥龍苑廃墟の倒壊事件を担当。稲城とコンビを組んでいた。地道な捜査と事態を先入観抜きに観察する目を信条としているらしく、目の前で「人形」（半自律ロボット）が暴れた際に、事態を正確に描写した報告書を提出したようで、その後のビースト（酔魂草中毒者）事件などでも顔を出している。
稲城 武彦（いなぎ たけひこ）
警視庁秋川署の刑事。階級は巡査長。吉良と共につとむに聞き込みをしていたが、戸成町の公園で「人形」によるつとむ襲撃の現場に遭遇し全身を殴打され、それが元で死亡。
菅原（すがわら）
警視庁練馬北署の刑事。階級は不明。「獅子舞みたいな顔」をした永瀬の同僚（先輩、あるいは上司）。ビースト事件では専従捜査班に配属されそれなりの立場であるらしく、ちょくちょく登場している。強面だが、パフェが好物。千川つとむが一連の怪事件周辺にたびたび顔を見せていることから、なんらかの関連性を疑っている。
エピローグではゴメスに対し「任意の事情聴取」を行っているが、話の大きさに食傷気味。それでもビースト事件での被害に対しての責任を追及すべく賛同者と共に動き始める。
永瀬 悟郎（ながせ ごろう）
警視庁練馬北署の刑事。階級は巡査長。中学校以来の先輩であった稲城がつとむによって殺されたと思いこみ、執拗に追い回す。後にバチルスに身体を乗っ取られ死亡。死後、バチルスが永瀬の姿で久遠高校に侵入し教師や生徒に発砲するなどしたため、犯罪者として扱われてしまっている。

#### 氷川一派
氷川 省吾（ひかわ しょうご）
レビの下で酔魂草を培養する野心家の男性。「氷川ケミストリィ」という製薬会社を経営し、政界にも顔が利く。外見は30歳前後で、表向きは、氷川ケミストリィの創業者「氷川精一郎」の孫ということになっているが、その正体は「氷川精一郎」本人で90年程も生きている戦前の亡霊。未だに軍国主義時代の野望を追い続け、かつての仲間たちの亡霊と語り合っている。冷酷な性格の持ち主で、リーを過酷に道具扱いし、特異体質の千明和義に興味を抱く。酔魂草に由来する特殊な薬を使うことで若返った上に自らの研究成果と融合させ、超人的な力を得る。後にバーディーと一騎討ちを演じて、彼女の弱点を見破り、日本刀の業物一本で重傷を負わせ追い詰めるが、生命の危機により暴走した彼女に殺害される。
元々は『旧作』OVAのオリジナルキャラクター。
リー・シャンファ
在日中国人女性。悲惨な環境で育ち、天涯孤独の身であったが、氷川に拾われ配下として活動する。千明に次ぐスピリッツ（酔魂草）の適合者として、人間としての意識を保ったまま、自分の意思で自在に獣化することができる。自らを道具としか見ない氷川に対し、上官に対する以上の愛憎を抱く。エタニオラ・アルテクスの血を引き、千明に対して本能的に反応し、嫉妬と憎悪が入り混じった感情で執着する。
ナガマツ
元浮浪者でリーの部下、その実は氷川によるリーの監視役。普段は氷川やリーに従順でおとなしい。一度は酔魂草によるビースト化で我を失い浮浪者狩りをしていた少年らを誤って殺害してしまうも、リーのグループでも最も常識的で、気弱な万年サラリーマン風の風体をし、力を過信して暴走気味な仲間とは一線を画している。吃音症を持つが、酔魂草の影響なのか元々からなのかは不明。
『EVOLUTION』では、阿久津の部下として運転手をしている。
氷川の兵隊たち
リーと同様、人間としての意識を保ったまま自分の意志で自在に獣化できる者たち。固有名は不明だが、デカブツ、ノッポ、坊主と呼びあう。自分の能力を過信する傾向があり、殺人すら平然とやってのける危険な存在。リーと行動を共にし、ゴメスが保護する千明を奪取しようとする。
彼らの存在を危険視したゴメスは、バーディーに取引を持ちかけ、バーディーが氷川を殺害する代わりに、彼らを殺害した。
御堂 剛三（みどう ごうぞう）
齢百歳に達する、政財界の元黒幕。老衰で死にかけていたが、レビの造った薬により健康を取り戻し、政界に対する権力も回復した。戦前の旧満州で氷川精一郎の上司であった。精一郎の「孫」を自称する氷川省吾とも個人的な繋がりを持つが、氷川省吾が氷川精一郎本人であることは知らなかった。好色かつ絶倫で、精力を求めて酔魂草に由来する若返り薬を過剰に服用した結果、獣人（ビースト）化。御堂邸内にて発生した火災により死亡した。
阿久津 敏郎（あくつ としろう）
「浄火学館」系列医院の医師で、酔魂草の投薬実験を担当。客観的な判断力の持ち主で、学究肌らしい風貌。薬の研究を通じて氷川との関係も濃いが、彼の本性を察知して不審を抱く。氷川のほうは、彼の才能を優秀な部下として評価し、自分の研究を学術的に引き継ぐことができる無二の存在だと考えているのか、余り締め付けるような管理はしていない様子も見られる。投薬を通じてリーをサポートするうちに、リーにのめり込んでしまう。
『EVOLUTION』では、氷川ケミストリィからアグニケミカルに引き継がれた酔魂草（強化兵）計画のリーダーを務めている。

#### 日本政府
沓田（くつわだ）
日本の内閣総理大臣。宇宙からの交渉団の来訪という未曽有の事態に直面して狼狽し、レビと目される火之宮水晶の拘束命令を出そうとしたり、「目にもの見せてやる」という発言の1時間後には「白旗は宇宙共通か」とうめくなど、一国のリーダーとしては非常に頼りない。椿曰く、「順番が回ってきただけのような人」。

#### 防衛庁
重信（しげのぶ）
日本政府の高級官僚（参事官）。表向きの所属は防衛庁戦史編纂部日比谷分室。その実は、非合法な研究や実験を行う部署のようである。御堂剛三らと共に、日本を再び軍事大国にするべく計画を進めるが、常識人でもあり無用な混乱は避ける慎重派。情報の少なさと状況証拠からバーディーに対して危機感を抱き、防衛庁の特殊部隊を動かす。また、氷川の酔魂草計画にも関わりを持つものの、暴走がちな彼等の行動に対しては不安を抱いている。もともとは厚生労働省の出身で、人体実験の材ために身寄りのない人間の情報を得やすい厚生労働省の情報源を利用していた。
御堂の後ろ盾で選挙に出馬しようとしていたが、御堂の死亡とともに失脚、『EVOLUTION』ではホームレスとなっている。
椿（つばき）
『EVOLUTION』から登場。防衛省の参事官で、失脚した重信の後任。重信と同様厚生労働省の出身である。何かにつけ、「前任者とは違う」ことを強調する。「地球外からの脅威」に備えるため、強化兵計画推進のリーダーとして、レビ一党やアグニケミカルと係わっている。多数の犠牲とその中から生じる英雄的存在が国民の戦意を高揚する、という特殊な思想を持ち、得体の知れない存在が何人死のうが国民は無関心のまま、とビースト兵士計画には懐疑的。
第4特務自衛隊
地球外からの脅威に備え椿が創設した、既存の3自衛隊に属さない特務部隊。通称“ザ・フォース”または略して“4特”。隊長は三佐、隊員は全員が三尉と言う、通常では考えられない階級が与えられているが、それは彼ら6名で普通科中隊規模以上の戦力と想定されているため。隊員は全員が酔魂草に適合した、人間の意識を保ったままの「調整獣人」と思われ、素手で獣人と互角に渡り合うことができる。吉祥寺に出現した獣人の捕獲が最初の任務であった。
現在は隊長の武藤（むとう）以下、「セイさん」こと石動（いするぎ）、勝呂（すぐろ）、「クッキー」こと久鬼田（くきた）、唯一の女性隊員である「ヒメ」こと姫野（ひめの）、「チョビ」こと千明和義の5名の隊員で構成されている。
勝呂（すぐろ）
陽気なお調子者で部隊のムードメーカー。物怖じしない性格で、連邦の交渉団の護衛中に連邦公用語を片言ながら習得してナンパまでしている。

#### 浄火学館
火之宮 水晶（ひのみや すいしょう）
「浄火学館」を主宰している「教母」。「教主」火之宮永遠の母。クリステラ・レビと同一人物である。詳細は「クリステラ・レビ」の項を参照。
火之宮 永遠（ひのみや とわ）
水晶の息子で、「浄火学館」の「教主」（本人いわく「教祖は祖父」）。少年ながら教団幹部として信徒とは一線を画しており、立ち居振る舞いも大人びているが、本心では打ち解けた友人がいないことを寂しがっている。「バチルスに餌食にされかねない」とのゴメスの発言から、ただの地球人ではないことがうかがえるが、具体的な出生は不明。
容姿は少年時代のクリステラ・レビに似ている。また聡明さと反骨心においても「母」に似ており、教団に潜入した千明とバーディーに対し、「母は人の道にはずれた行いをしている。止めて欲しい」と協力する。
槇枝（まきえだ）
「浄火学館」系列医院の副理事長。神経質な性格。「浄火学館」の信徒。レビなど教団上位には頭が上がらず、運営を預かった病院の経営者として盲従している。
『EVOLUTION』ではアグニケミカルに勤務。
根来（ねごろ）
「浄火学館」系列医院の医師で、千明和義の主治医。ゴメスとも個人的な繋がりを持つ。元々は小児科の開業医で、幼い千明和義が患った難病の治療に苦慮していたところ、氷川の紹介で火之宮水晶と出会い治療薬を提供されたことで、浄火学館と関係するようになった。人柄もよく、酔魂草計画に携わったとはいえ、その過去を恥じつつ人助けが医者の本分だと認識している。
安斎（あんざい）
「浄火学館」の事務長。レビの秘書的存在。落ち着きのある初老の男性。無手の武術（袴を着用しており、柔術か合気道と思われる）に秀で、力と速さで勝る千明を軽くいなす実力の持ち主。
須藤（すどう）
須藤良太の兄（下の名前は不明）。大学時代に入信し、現在では家を出て「浄火学館」で奉仕活動中。奉仕活動の現場で他の信者に指示を与えている場面が多い。
瀬戸川 麻紀（せとがわ まき）
「浄火学館」の在家信者で、須藤良太の兄とも顔見知り。「瀬戸際麻紀」というあだ名がある。元グラビアアイドルで、現在は遺跡や幽霊屋敷などを扱うテレビ番組「世界迷宮紀行」にレポーターとして出演しているタレント。その仕事の中で何か特別なものが見つかった場合「浄火学館」に知らせている。ネットワークの存在も知っている。室戸と一度一緒にテレビの仕事をした事がある。

#### 米国政府関係者
アンカーマン
米国情報組織（国家緊急警告機構 = NEWS）の高官。帝国残党とのコネクションを持つが、現在起こっている事態を正確に把握しきれないでいる。日本国内で独自の活動を行うものの、被害が出るばかりで今のところ成果は上がっていない。鼻が高く落ち着いた風貌を持つ、冷徹果断なエリート。
ロドニー・ヒューズ
帝国残党の技術力で、体の一部を機械に取り換えている米国の工作員。階級は伍長。仲間内からは「ヘッケル」と呼ばれている。「Lady on the roof（屋上の淑女）」の暗号名を持つバーディーと接触を試みるため派遣された。「ジャッケル」「グーフィー」「ガーフィールド」などのコードネームをもつ工作員ら6、7人のユニットで行動していたが、荒っぽい手法が祟り、バーディーと衝突。その後、介入してきたカペラに仲間をほとんど惨殺される。自身は逃げ延びるが、ゴメスにより捕獲されてしまい「浄火学館」で虜囚の身となる。
『EVOLUTION』第7巻では、浄火学館を襲撃した特殺官に対して浄火学館側として戦う姿があり、どうやら信者になったらしい。
ジャッケル
帝国残党の技術力で、体の一部を機械に取り換えている米国の工作員。旧版では彼が「ヘッケル」と呼ばれており、なぜYS版で名前が入れ替わったかは不明。『EVOLUTION』では浄火学館に保護されており、特殺官と戦っていた。
ペンシル
米国情報組織の高官で、アンカーマンの同僚。機械兵と呼ばれるアンドロイド開発に携わる。

#### アグニグループ
高柳 縁（たかやなぎ ゆかり）
『EVOLUTION』に登場する、アグニケミカル豊田研究所の女性研究員。学生時代に獣人の血液分析に係わり、また弟が氷川の実験によって死亡したことから、会社が氷川から引き継いだ非人道的な実験に気づいた。そこで実験データを新聞社にリークしたものの、リーク先の新聞記者がアグニケミカルと癒着していることを知らなかったため、生命の危機にさらされる。
一度はバーディーに救われ室戸に匿われるが、海外逃亡の直前に拉致され、口封じのためリーク先の記者とともに心中を装って殺害される。彼女の非業の死は、つとむのその後の行動に大きな影響をあたえることになる。
奥田（おくだ）
『EVOLUTION』に登場する、アグニケミカル南総研究所の男性研究員。身分を偽って潜入したバーディーに南総研究所の非人道的な研究の解説をし、重要な事実を教える。結果、つとむの激情に引きずられたバーディーの暴走により、南総研究所は完全に破壊された。バーディーは死亡したと思っていたが脱出に成功しており、その際に足を負傷した。その後、浄火学館東京本部地下の研究施設で勤務。
海和（かいわ）
『EVOLUTION』に登場する、アグニファウンデーションズの男性職員。はづみの伝手で、アグニ・ケミカルに就職希望と騙して内情を聞き出した。はづみとは食事会などで親しくしており、はづみの方から話しかけたらしい。美形。

#### ナカスギ工業関係者
中杉 香世子（なかすぎ かよこ）
中杉小夜香の母。旧姓は永岡。県の教え子で、県に「私の教室で最も優秀だった」と言わしめる。社長である夫の研究を手伝っていたが、その研究内容が小夜香を動揺させ事故にあわせるきっかけとなった。2年前PMI（プレイ・メーカー・インダストリー）社に会社を乗っ取られ夫が死亡した後は、小夜香と共に神戸の実家に身を寄せていた。小夜香の事故の知らせを受けて上京、小夜香の意識が戻った後はその療養も兼ね娘を連れて神戸へ戻った。
佐々木（ささき）
PMI社の相模原研究所長。元ナカスギ工業の相模原研究所長で、ナカスギ工業が吸収合併された際に研究所ごとPMIへ移籍した。表向きは人工知能を搭載した介護ロボットを開発中だが、裏ではペンシルたちとつながっている。
サタジット・シャマラン
PMI社長。優秀なプログラマーであるが、野心家な面もある。奥の院が生み出された世界ではゲイであることが語られている。
ロバート・ウッドマン
PMI所属の研究者。奥の院が生み出された世界では言葉巧みに中杉小夜香を口説き落として結婚した。

#### アルタ人難民ネットワーク
イルマ
表向きは骨董販売と占いの「イルマの店」を経営する老婆。ネットワークにおいては情報屋として活動しており、千明家やゴメスとも浅からぬ関係を持つ。バーディーともアルタ人仲間ということで交流があるが、情報に対してはきっちり対価を請求するなどしている。
千明 初枝（ちぎら はつえ）
千明和義の祖母。教団にのめり込む両親に代わり和義と暮らしていた。酔魂草事件には気付いては居ないが自身の家系がアルタ人の末裔という自覚はあるらしく、後にネットワークを介して疎開。
県 十三（あがた じゅうぞう）
老科学者。自分の寿命が長くないことを感じて、思うままに行動するマッドサイエンティスト。ネットワークから一度は離脱しているが、父親の代まで有田家と往来があった。その縁で有田家に伝わる「鬼」のミイラの検分を依頼される。瀬戸川麻紀が浄火学館の在家信者であることを知っているなど、浄火学館とも何らかの関わりがある様子。
元は京都の洛北大学工学部教授で、人工知能の権威。小夜香の両親が県の研究室にいたことがあり、かなり優秀な学生であったことが語られている。レビ一党からバーディーとの戦闘で破損したオンディーヌを借り受け、その頭脳に交通事故で意識不明となった小夜香の記憶を移す等の実験をしている。その関係で、中杉工業を乗っ取ったPMI社とも関係がある模様。暴走したオンディーヌが飯田橋の真僕会病院を襲撃した際には、「有田の鬼」を使役して回収に動く。オンディーヌの暴走そのものについても、ある程度見越した上で意図的に情報を与えたらしいことが示唆されている。「有田の鬼」を如何にして制御下においたかは不明。
同作者の漫画『究極超人あ〜る』に登場する毒島と、おまけ漫画で意図的に呼び間違えられており、モデルは毒島と同じく天本英世。

##### 有田家
千年前に地球に漂着した有田惟家を祖とする一族。アルタ人難民ネットワークでは王党派と呼ばれるグループで、現在でも親戚衆として機能している。他のネットワークとはその成り立ちから折り合いが悪く、歴史的にも残された宇宙船の機能で大名の介入を阻止してきたなど、独立したグループに近い。
有田 平太郎（ありた へいたろう）
真城（さなぎ）町一の温泉宿「阿留多荘」の現主人。1000年続く有田本家の現当主だが、婿養子のため、地元の伝統を代々受け継ぐ保守的な親戚衆に対しては、立場が弱い。
有田 紅葉（ありた もみじ）
平太郎の娘で惟光の姉。地元でも評判の美人で、バーディーにそっくりである。地下の宇宙船の中で受け取った"弓"と"鎧"で「鬼」と戦う。
有田 惟光（ありた これみつ）
平太郎の息子で紅葉の弟。早宮と北村が顔を赤らめるほどの美青年。旅館の地下から発見された「鬼」の遺品を、客寄せに利用しようと考える。
有田 都支子（ありた ときこ）
平太郎の妻で、紅葉と惟光の母親。有田本家30代目継承者。物語の3年前に病死しているが、阿留多荘旧館の地下に眠る宇宙船内で、仮想人格として登場する。
「やまと屋」の主人
親戚衆のリーダー的存在である老人。先祖代々の方針に従い、「鬼」を使った客寄せに反対している。
忠明（ただあき）
地元の警察官で、親戚衆の一人。親戚衆にとって不都合な事件を握りつぶす役目を担っているらしい。温泉の異常を確認しようとした際に、「鬼」と遭遇して殺害された。
有田 惟家（ありた これいえ）/コレイユ・ノア＝アルタ
アルタ王家先行継承者で、有田家の祖。千年前に帝国の迫害を逃れ、地球に漂着したアルタ人難民。阿留多荘旧館の地下に眠る宇宙船内で仮想人格として登場し、王家再興に執念を燃やすが、バーディや紅葉、この地球で生まれた息子を含めた歴代当主の仮想人格にも反抗され宇宙船の動力（温泉の源泉に設置された熱エネルギー変換装置）を破壊されることで人格を維持できなくなり、機能を停止した。

### レビ一党
クリステラ・レビ
エタナ系アルタ人の「男性」科学者でテロリスト。アクラバル消失事件など数々のテロ事件を引き起こし数百万人を殺害した容疑で連邦警察により指名手配中。「奥の院」により異端認定され、神祇庁から特殺官が派遣されている。
現在は、浄火学館という新興宗教団体の「教母」火之宮水晶を名乗り、女性の肉体で地球の日本に潜伏中。日本政府の重信とも関係があり、酔魂草計画（『EVOLUTION』では「強化兵計画」と改称されている）にも深く関わる。
幼少時より優秀で、司教の推薦により神学校に入学、後述の事故の影響により14歳の時に退学するが後に大学へ進学し、卒業時には「アルタ人史上最高の俊才」と呼ばれるまでになっていた。サボア主席執政官の元で連邦政府に入り破格の出世を遂げ、若くして科学省総監に就任した。しかし、神祇庁との対決路線をとったため、身に覚えのない疑獄事件の責任を取らされて任期途中で失脚し、その後、世間に再び姿を現したときは、テロリストとなっていた。
神学校在学時にイクシオラの少女チュニカ・シフォン神祇官と友人になるが、テロに巻き込まれ二人とも重傷を負い、瀕死のチュニカを生かすためにその肉体を利用され、彼女と融合。以後、顔・意識はレビのままで、チュニカの神祇官としての知識と能力を継承、不定期に肉体のみ女性化するようになる。元々は成績優秀とは言っても常人のそれであった学習能力はチュニカとの融合で引き上げられ、アルタ人の歴史はじまって以来の駿才とまで謳われるようになった。科学省総監への就任を受けたのも、その権限を利用して自分とチュニカの融合の経緯を知りたいが故であった。その経緯を知った後は、「奥の院」の打倒を目指すようになる。
生年からすれば既に寿命を迎えているはずの年齢であるという。現在も健在なのはチュニカと融合した影響の可能性もあるが詳細は不明。調整層で若さを保っているという描写がある。なお、イクシオラとしては、チュニカが戦闘種族としての調整がほとんど行われていなかった為、超絶的な身体能力を持たない。
ゲオルグ・ゴメス
サングラスとヒゲがトレードマークの白人男性で、冷静沈着かつ理性的なレビの右腕的存在。レビ以外に事件の全貌を把握していると思われる、数少ない人物うちの一人。バーディーを軽くあしらう程の戦闘能力を持つ。 その正体は、元・連邦警察捜査官グレイ・シフォン。バーディーと同じシフォン出身のイクシオラで、「超速のグレイ」の異名を持っていた。
レビがやろうとしていることに賛同して行動を共にしているものの、それが単なるテロリズムに過ぎないと判断すれば即座に見捨てることをバーディーに表明したり、バーディーとつとむの関係を早い段階から把握してもその事実をレビにも伝えていないなど、盲従しているわけではない。
表向きは、新宿駅近辺に事務所を構えるG&G商会という小さな輸入貿易会社の社長であり、社員たちは社長の裏の顔を知らない一般人である。レビとの表向きの関係は、「施設の調度品をたびたび注文に来るお得意様」である。逗子市在住。家族は妻の麻梨絵（まりえ）と一人娘の讃良（さら）。妻には頭が上がらないなど、自分の家庭を大切にしている。家族はゴメスの裏の顔を知らず（旧版ではバチルスにより、バーディーと似た事情で家庭を持ったことが示唆されている）、絶大な信頼を寄せており、良き夫・良き父親であることがうかがえる。行く当てが無くなってしまった千明を自分の家庭に居候させたりもした。
イクシオラであるがゆえに単独で生殖することができないはずのゴメスに娘がいることについて、メギウスとスケルツォはレビから何らかの操作を受けたと推測しているが、ゴメスと讃良との間に血縁があるかどうかは不明。
ゴメスのサングラスには擬装膜を見破る機能があるが、連邦の最新の擬装膜には対応できていない。また、人形の視界などを映し出す機能もある。表の顔の際には人相が悪くなると不評を買っている。
日本の諺に通じており、会話の際にたびたび引用する。また、首を曲げて「コキ」と鳴らす癖がある。
ギーガー
酔魂草を密輸していた違法貿易商。擬態能力を持ち地球に潜伏していたが、バーディーにより追いつめられ捕獲された直後、口封じのためゴメスにより殺される。
バチルス
不定形の知的生命体で、他の生物に寄生してその生物の形質や記憶、経験を乗っ取ることができるが、長続きしない。「バチルス」という名も仮のものらしく、そう呼ばれるのを嫌っているが、本人（？）ですら、自らの来歴を憶えていない。強靱なバーディーの身体を乗っ取ろうと執念を燃やし、永瀬に寄生して久遠高校を襲うが、ゴメスの命を受けたサラマンデルに焼殺される。
サラマンデル、グノメ、シルフィア、オンディーヌ
ゴメス配下の自律型の人形（ヒューマノイド型ロボット）。本人たち曰くレビを守る「1枚の盾」。サラマンデル、グノメは男性型、シルフィア、オンディーヌは女性型である。サラマンデルはプラズマ兵器による炎、シルフィアは風、オンディーヌはウォータージェットなどの水、グノメは超力と同時に複数の人形を操る能力を持つ。
名前の由来は、四大元素を司る精霊、サラマンダー（火）、ノーム（土）、シルフ（風）、ウンディーネ（水）。
性格的にはおおむね全員が礼儀正しいものの行動に人間臭さがなく、命令があれば容赦が無い冷徹さを持つ。開発（生産？）順によるものか、オンディーヌが「末っ子」である。その戦闘能力は非常に高い。
オンディーヌはバーディの育ての親の一人であるヴァイオリンと酷似した外見をしている。バーディーはオンディーヌと二度対戦しているが二度ともかなりの苦戦を強いられた。バーディーとの戦闘で破損したオンディーヌには、意識不明となった中杉小夜香の記憶が県によって移されるが、小夜香の「罪悪感」を引き金にして暴走。「事件」の発端となった「私」＝小夜香を殺すため、飯田橋の真僕会病院を襲撃。つとむに諭され「中杉小夜香になりたかった」と想いを告げた後停止し、県が操る「有田の鬼」に拘束され消えていった(その後の処遇は不明)。

### 帝国残党
アイオロス＝シド12・アルティラ
アルタ帝国の今上皇帝。聡明かつ意志堅固で、側近のエネマ人にとっては扱いにくい人物である。しかし、近親婚や代を重ねたクローニングの影響により病弱で瀕死の状態にあり、そのままでは余命いくばくもなかった。地球でアメリカ合衆国（アンカーマン）の庇護を受けており、延命のため、レビとかかわりを持ち、日本に運ばれる。レビの協力により意識を人形にコピーして“完治”したが、皇統を保つため、エタニアの血を濃く持つバーディーに人工授精による後継者の出産を命じる。
ヴィルム・テール
帝国皇室に連なる一族で、惑星エオンの領主（エオン公）。ただし、皇位継承順位は最も低い。最も地球の近くにいる帝国皇室の一族で、木星宙域に自らの城塞艦「ラヴァンタン」とともにあり、バーディーの人格融合の治療に地球へ赴いた医療船テラコピアを拿捕する。本人は、自分で庭の手入れをしたり料理をつくって振舞うなど、かなりくだけた人物である。
内大臣、侍従長
皇帝の側近で、内大臣は固太りのアイパッチの人物、侍従長は長身・面長で眼鏡の人物。皇帝の延命のため、レビに頼ろうとするが、それに対する危惧も抱いている。
ニオ
皇帝の侍従のエネマ人女性。皇帝の傍に常につき従う。光学偽装マントを着用して地表と往来し、米国のアンカーマンと接触している。
近衛兵団
600年前の“百年戦争”時の近衛兵（皇帝の護衛）の生き残り。長らく凍結睡眠状態であったが、今上皇帝アイオロスの護衛のため覚醒され、13名中9名が覚醒に成功した。中にはイクシオラや強化人間も含まれている様子。現在判明しているメンバーは団長ベリア・ヒャッコ以下、ダール、ジキス、コラン、サグード、エラン（とゲイヘルというサイボーグ。中身はエランの弟）。
ダールはバーディーと同じ肉弾戦タイプのイクシオラで、百年戦争のオリオテーラ撤退戦の折は、自動人形の包囲から一人で退路を切り開いた猛者。浄火学館東京支部の地下駐車場で、バーディーと激しい肉弾戦闘を繰り広げた。ダールは名前と容姿が作者の別作品『究極超人あ～る』の主人公R・田中一郎に酷似しており、『EVOLUTION』9巻末のオマケ漫画においてもそのことがネタにされている。
エタニア
アルタ帝国初代皇帝。周辺のアルタ王家を侵略し帝国を成立させたとされる女性で、暴虐王の異名が残っている。
『迷宮の王』に登場。経緯は不明ながら衛星エル・カザンに生体カプセルに封じられ生かされていたが、抹殺の命を受けていたネーチュラーにより殺害される。ただこの殺害された人物が本物のエタニアであるかどうかは不明（クローン等の可能性あり）。
バーディーはエタニアの外見的特徴を濃く受け継ぐよう調整されたらしい。

### 名前の由来
登場人物の一部に、作者のゆうきまさみと縁の深い江古田駅（練馬区）周辺の地名が用いられている。
- 千川つとむ - 千川通り、千川上水
- 早宮夏美 - 練馬区早宮
- 氷川省吾 - 練馬区氷川台、氷川神社
- 羽沢昌之 - 練馬区羽沢
- 正久保りょうた - 正久保通り、正久保橋
- 中杉小夜香 - 中杉通り

## 世界観
ここでは特に、作品独自の設定である異星人たちの社会背景を中心に解説する。

### 連邦史概略
約1万年前、エル・カザンで奥の院によって最初のアルタ人が誕生。奥の院の後ろ盾により他種族を従え王国を築き、王家として君臨する。
約1000年前（地球時間）、古エネマ人がアルタ王家より傀儡皇帝を擁立して「大アルタ帝国」を建国。アルタ王家の分割に伴うアルタ人同士の激しい内紛の末、旧アルタ王家を始めとするアルタ人難民は地球へ逃走潜伏、初代皇帝エタニアは後世に“暴虐王”の異名を残した。
約700年前（地球時間）、帝国の支配に不満を持つ者たちが総力を結して帝国への反旗を翻し、“百年戦争”勃発。
約600年前（地球時間）、帝国は滅亡。帝国支配下にあった国々が各々の独立を確認しあったうえで、15星系中の7つの星系が改めて「宇宙連邦」を結成し、残りの8星系は「アリュークによる恒星間神聖同盟」と「非同盟諸国」に分かれた。そして帝国本星であった惑星アルタはその後連邦の管理下に置かれ、支配民族だったアルタ人たちは被差別民族に転落した。なお、連邦人たちはいずれも非人間型種族（直立した犬や鳥や昆虫に近い姿）であり、その外見の異質さは、地球側が外見上は人間と同一な帝国残党に接近する一因となった。

### 地名
アクラバル
エタナ星系アクラバル。百年戦争エタナ星系攻略の際に同盟との共同前哨戦基地として展開された宇宙ステーション。その統治機構解体をめぐるクリステラ・レビのテロ（ということにされている）によって、ピンホールエンジンを破壊され、基地ごと消失、220万人が死亡した。
アルタ
恒星エタナの惑星。アルタ人の本星であり、帝国末期までアルタ王家の君臨していた場所。地球に双子のように似ている。クリステラ・レビが連邦からの独立を求めている。実は平行世界の地球であることが最終章で明らかになる。
エコノス=クィル
医療技術が進んでおり、破損したつとむの肉体を修復している。
エル・カザン（エルカザン）
惑星アルタの衛星で、最初のアルタ人が誕生したとき神の使徒（奥の院）がそれを祝福したという聖地。巨大な眼のようなものを持つ人工の月が周回している。神祇庁によって神祇官以外の立入りが禁止されている。かつては地球に似た自然を持つ星であったようだが、現在は生物が完全に死滅し、星全体が墓場のような状況である。クリステラ・レビがゲートを開門することを求めている場所。かつて、バーディーとネーチュラーが任務のため赴いたことがある（「迷宮の王」）。
二人の任務後は神祇官も含めた完全立ち入り禁止の措置が取られた。
オリオテーラ
連邦の首都。連邦警察の本部もここに存在している。
オルタス・ケー
バチルスが脱出してきた場所。詳細は未だ不明。
カエオン
メギウス警部が出張していった場所。首都からの日帰りは不可能な遠隔地。
ゲーゼ
連邦の学術研究惑星。ネーチュラーやカシューの生まれた場所。
コデイン
連邦に所属する惑星の一つ。バーディーが「黒い繭」の試練を受ける10周期ほど前に、新興宗教「コデイン修道会」が武装蜂起し、警察軍に鎮圧された。
シフォン
連邦の学術研究惑星。グレイやバーディーの生まれた場所。
ティティス
連邦の学術研究惑星。カペラの生まれた場所。
フォゾン
連邦を構成する惑星の一つで、独立運動が過激化し反乱軍との戦闘が続いている。カペラの治安警察時代の赴任地。ここの大気内に生息するコガネトビイカは美味。
ヴォルタ4
ヴォルタ星域の惑星。酔魂草の原産地。現在は同盟の統治下。

### 組織
連邦（宇宙連邦）
バーディーの属する恒星間国家組織。「帝国」が滅んだ後、帝国支配下にあった国々が各々の独立を確認しあったうえで、15星系中の7つの星系により結成された。様々な人種が混在しており、その政治体制も長い歴史の中で複雑化、「神」とされる人種や伝説や神話が実在の遺構を伴うなどする一方、民意を代表する執政官もいるなどしている。政治体制は近年、同盟側との勢力争いにおいて強硬派がイニシアティブをとりつつあり、不穏な雰囲気が漂う。一応は政教分離だが、民衆の市制の上に上位人種の意向が優先される傾向も見られる。旧帝国時代では主構成要素であったアルタ人への差別意識が強く、人権配慮の援助は行っているようではあるが、差別是正措置のような積極的な援助はほとんど見られない。市民権はいくつかの階層（一層 - 三層、無層）に分かれており、社会で上げた実績あるいは試験により昇進するシステムと思われる。アルタ人は、三層または無層からのスタートであり、連邦社会の中では誕生時から大きなハンデを負わされている。社会的には資本主義で経済・商業活動が活発なこともうかがわれ、街には様々な広告もみられる。
余談だが、バーディーが「地球の料理は美味しい」、キデル・フォルテ（か部下のリクルス人）がお菓子を食べながら「美味しいからもっと用意して」などと発言しており、地球（日本）の食事は連邦の基準でも美味らしい。
同盟（アリュークによる恒星間神聖同盟）
連邦と緩やかな敵対関係にある国家組織。一応は外交ルートも存続しているが、しばしば末端では牽制や衝突が発生している。『DECODE』では、連邦との中立地帯での紛争事も語られている。組織名称から政教一致とも取れるが、どのような組織かは、今のところほとんど物語中では明らかにされていない。「アリューク」なる聖典を奉じ、タコやイカを連想させる連邦籍の宇宙船に対し同盟籍のものは岩塊のような外観であること、名誉や面目を重視、特攻や自爆も辞さない工作員を擁するなどという描写が見られる。酔魂草の原産地（ヴォルタ4）が領域内にあることもあって、その研究が進んでいる。この酔魂草を巡ってレビ一党と繋がりを持つ。
非同盟諸国
連邦を結成しなかった8星系のうち、同盟にも参加しなかった諸国。物語中ではほんの少し言及があるのみ。
帝国残党
かつて宇宙を支配したアルタ人の「帝国」の残存勢力。米国に技術を提供して連携を深めつつある「皇帝」とその側近たち、皇帝の側近グループとは独自に城塞鑑ラヴァンタンを保有するエオン公などが登場。旧帝国は、「暴虐王」エタニアが、他星系のアルタ人王国を侵略したことで成立したものらしい。皇帝はアルタ人であるが、実権はエネマ人が握っていたことから、「帝国」に敗れた側の勢力（旧アルタ王家など）の側では「エネマの偽帝国」と呼ばれている。後世の連邦では「大アルタ帝国」と呼ばれている。地球時間にして約600年前に滅亡し、その後に連邦と同盟が成立した。代々の「皇帝」はイクス系アルタ人であり、その特殊能力による神秘性を権力の背景としている。ただし、近親交配やクローンを多用したことにより、世代が進むにつれて身体が虚弱になってきている。米国との間に交渉チャンネルを持つものの、その目的は謎ながら、連邦を敵視しており侵略者であると米国に伝えているようだ。
奥の院
連邦や帝国の後ろ盾となっている組織。神や聖人が存在する宗教組織とされる。高位の人物は一部の民にしか謁見を許さず、帝国以前の文明に基礎的な科学技術を供与する。常に被差別階級や敵対存在を作りだし、それらを利用して統治する手法や作中世界の成り立ちを解き明かそうとする者を異端認定して処分するなど、いろいろと謎が多い存在だったが、作品終盤になって明らかとなった正体は別の世界の地球で生み出されたコンピュータだった。事故によって設置されていた研究都市ごと過去の地球と重なり合った座標の空間に転移し、都市にプールされていた遺伝子情報からアルタ人を始めとする数種の異種人類と動物を再生し、文明を与えて支配してきた。
バーディに破壊されたことでQ体とピンホール機関を制御する通信を含めたネットワークが消滅、すべての星系と宇宙船が孤立した状態となる。
レビ一党
連邦に深刻なテロを行い、多数の死傷者を出した組織。アルタ人と深い繋がりを有する。現在、宗教団体（浄火学館）を隠れ蓑に地球に潜伏しつつ、酔魂草を栽培中。目的はアルタ人の独立と思われるものの、教祖のレビとアルタ人幹部との間には、思惑の違いも垣間見られ、末端同士が衝突しあうなど統制が取れていない様子。レビの右腕であるゴメスもまた、忠実な僕とは言い難く、自身の思惑で独立した行動を見せている。
アルタ人難民ネットワーク
帝国に迫害され、地球に漂着したアルタ人難民が築いている連絡網。地球人とアルタ人は身体的特徴が酷似していたため、多くの難民が地球に逃れた。先着したアルタ人達はネットワークを築き到来する亡命者を数百年に渡って支援してきたが、現代ではアルタ人と地球人の混血によりアルタ人としてのアイデンティティを持たない子孫が増えたことに加え、二つの世界大戦と冷戦で分断されたことにより、その機能が低下してきているという。また、元々アルタ王族やその近縁者たちとそれ以外の難民たちの折り合いは悪かったらしい。連邦・帝国・同盟のどの勢力とも一線を画する組織で、そのいずれにも関与せず、地球に生活するアルタ人に対してのみ、相互援助の斡旋を行っている。
日本の公安
続発する謎の事件から地球外生命体の到来を察知し、自衛隊を出動させるなど過剰な反応を示す。氷川と通じて、レビ一党とのチャンネルも持っているが、レビ一党自身が地球外生命体であることには気づいていない。ただしレビ一党から提供されたオーバーテクノロジーと思われる装備も僅かながらに保有している。米国とは外交チャンネル経由で同情報組織との連携も行っている。
米国情報組織
日本よりも先んじて地球外生命体（帝国残党）との接触を図るも、帝国からのみ情報を取得しているためその内容に偏りが出ており、事態を把握しきれていない。日本政府と地球外生命体との接触を感じ取り、警戒している。帝国からの技術供与も受けているが、連邦の技術に劣るものなのか、力負けしている。
氷川グループ
レビから資金提供を受けつつ、酔魂草の栽培に目途を付けるが、それを氷川の個人的野望に利用しようとする意図が有る。太平洋戦争以前から、超兵士を創り出す計画を継続していた。政府機関とも繋がりを持つが、双方で利用しあっているだけで、腹の探り合いをしている。
廃墟研
つとむや早宮の通う学校にあるクラブ。廃墟を探検することが主要な活動らしい。つとむは廃墟探検好きだが、クラブには不参加。余り積極的には活動しておらず、名義だけという幽霊部員も少なくない。他校生徒との連携による合同廃墟訪問も企画・実行しており、その活動内容とは裏腹に羽沢らによれば他校の女子生徒らとも交流があるらしい。
報道研
早宮が通うクラブ。その名の通り、部員が記者となって記事を書くことが主要な活動。OBから本職のジャーナリストを多数輩出している。頻繁に会合を開いては、部員の取材活動の成果を発表しあっている。

### 異星人種
アルタ人（アルテクス）
地球人とほぼ同形の異星人。外見ばかりでなく、地球人と交配可能なDNAを持つ。かつては連邦や同盟の区域を含む大帝国の王族として支配者階級にあったが、帝国崩壊後は下層階級として差別・迫害を受け、連邦の他人種からは凶暴で野蛮と蔑視されている。そのため、多数のアルタ人が難民として地球に漂着しており、独自のネットワークを築いている。
イクス系アルタ人（イクシオラ・アルテクス）
外見は地球人とほぼ同一だが、遺伝子レベルの調整によって特殊な能力を持たされている。帝国時代に惑星開発のために遺伝子改造を受けたアルタ人種の末裔であり、「調整アルタ人」と表記されることもある。地球人や一般連邦人と比較すると非常に強靭な肉体と身体能力を持つが、体から針等の武器を生成する者や、驚異的な記憶力を持たされた者なども存在する。「Q体」と呼ばれる細胞内器官を持ち、それがイクシオラの持つ特殊能力の源泉である。Q体を持つ生物は、イクシオラの他には宇宙船生命体（空間遊泳体）のみであり、その点でイクシオラは宇宙船とも近縁の生物であるといえる。生命の危険等による暴走時には、宇宙船生命体（の近縁生物）としての本性を現すことがある。
シフォン、ティティス、ゲーゼといった科学研究惑星で、政府や奥の院のオーダーによって「製造」されるものであるらしく、百年戦争時は連邦と帝国のイクシオラ同士の衝突により甚大な被害を出した教訓から、その「製造」についての倫理委員会もあるようである。また、発情期があるが、自然交配で子孫を残すことはできない（ただし、人工授精等の方法で、子孫を残すことは可能なようである）。連邦では、最下層種族であるアルタ人であるうえ、その特殊な能力から、他種族ばかりでなく元来同種族であるエタナ系アルタ人からすら人間扱いされないことも多い。ただし、帝国皇帝の血統にはイクシオラの血が入っているらしく、生物として強化した反動として生体機能が低下する症例を現す個体が生まれることがある。
エタナ系アルタ人（エタニオラ・アルテクス）
外見だけでなく、遺伝子的にも地球人と瓜二つの異星人。
アルタ類型人
辺境観測船オプラ・ガルテ船員による地球人の呼称。
リクルス人
外見のみならず、習性も地球のネズミにそっくりな異星人。多数の個体がテレパシーリンクで結ばれることにより、一つの人格を構成・共有する群体生物である。すなわち彼らの群れ全体が「一人のリクルス人の身体」であって、それゆえ身体を伸ばしたり、分けたりして行動することも可能。強力な繁殖力を持つ代わりに個々の個体は数周期で寿命を終えるなど、他の知的生命体よりライフサイクルが短い。リーダー（代表）の個体が死んでも、別の個体がその役割を受け継ぐ。そんな事情もあって、個々の個体の生き死にについての感傷もないようである。愛らしい外見はどこの星でも大好評だと自称し、彼ら自身もそれを利用している。
リクルス人のアイデアは元々「ブラック・マジックKNIGHT」を書いていた頃に作者であるゆうきまさみが思いついたもの。群体生物のアイデアは後から付け足された。
ケール人
地球に来ている同盟の工作員。自爆する為に血液に爆薬を仕込んでいる。方言か連邦と同盟の言語体系の差異かどうかは不明だが、言葉が古めかしい言い回しとなっている。
エネマ人
容姿は地球人とほぼ同様だが、濃色の肌、黒目がちな瞳、顔や首筋に直線に並んだ鱗状の皮膚を持つのが特徴。アルタ人が使役用として作った人工生命体らしいが、帝国時代には、帝国の実権を握り、アルタ人の皇帝を陰で操っていた。実態としては使役者である皇帝・皇族の安全を最優先にした行動の結果、甘やかされた皇帝が骨抜きにされ「よきに計らえ」と丸投げされるようになっていった模様。
帝国残党の内部では、現在も「皇帝」アイオロス＝シド12・アルティラの身辺を多数のエネマ侍従が固めている。侍従たちの最高位と思われるニオは、光学擬装マントを着用して地表と往来し、米国のアンカーマンとの連絡役を果たしている。イオン公の城塞艦ヴァランタンの乗員にも姿がみえる。
連邦市民としては、医療船テラコピアの医師テ・16038が登場。
カペラ・ティティスはアンカーマンとともにいたニオを「古エネマ人」と呼称。有田惟家曰く「唾棄すべきキメラども」。アイオロス帝の一般アルタ人臣下たちも「キメラ」と蔑称している。
ヴォルタ人
名前のみ登場。酔魂草の原産地「ヴォルタ4」の原住民で、酔魂草抽出物に対して耐性を持ち、「酔っ払うだけ」だという。
ガルベラント人
名前のみ登場。詳細は不明。
ウルグ人
プロポーションは地球人に似ているが犬のような特徴を持つ異星人。肉食人種らしい。
ヌビア人
犬のような特徴を持つが、目に特徴的な縁取りがあり、ジャッカルの様に鼻先が細く耳が大きく直立しており、体毛が黒く獰猛な印象がある（エジプト神話の冥界神アヌビスを想起させる）が、知的な人物が多い。テロリストのキンゼル・ハウアー、オプラ・ガルテの兵士ニエト・ウォシュガム、連邦政府元主席執政官サボアなど。
エオン人
ヤギのような特徴を持つヒューマノイド型宇宙人。帝国時代は、アルタ人の領主（エオン公）の支配下にあった。帝国崩壊後は、連邦に属する者のほか、そのままエオン公の城塞艦ラヴァンタンに残った者がいる。
空間遊泳体
連邦で用いられている宇宙船の元となっている生物。寸胴のタコのような姿をしており、人間ほどの知性はない。イクシオラと同じく、細胞内にQ体と呼ばれる器官を持つ。

### 用語
周期・節
連邦で用いられている暦の単位。大まかに言えば「周期」が地球の暦の「年」、「節」が「月」のような単位で、人物の年齢も基本的に「歳」ではなくこの単位で数える。1周期は地球の暦に換算すると約14ヶ月になる。
チギラ
千明和義や千明初枝など、千明家のこと。エタナ系アルタ人の血を色濃く引く一族。かなり古くから地球に根付いていたらしく、アルタ人ネットワークの中でもそれなりの立場を占めていたようだが、既に家としてはネットワークからは離脱してしまっており、アルタ人としてのアイデンティティは喪失しかけている。和義の両親は浄火学館の信者となり、所有していた「尾久月」という土地を浄火学館に寄進してしまっている。その後、寄進した土地はダム湖になっている。
酔魂草
アリュークによる恒星間神聖同盟領ヴォルタ4原産の植物。アルタ人や地球人にとって極度に依存性の高い麻薬の抽出が可能な地球外植物。とげのないサボテン（とげのかわりにつぼみのようなものがある）のような形状で、繊細な花をつけることからかつては連邦内で観賞用としても一頃流通していたらしいが、クリステラ・レビの科学総監時代に連邦内では流通禁止となった。麻薬成分を抽出・生成したものは「スピリッツ」と呼ばれ、健康回復から身体機能増進・若返りなど様々な機能を持つらしいが、そのための成分調整が微妙で、量産化のネックとなっている。ヴォルタ人は強壮剤としても使用する。
つとむの身体を再生させるのに利用することも提案されたが、前述の通り地球人には「効果が強すぎる」ため却下された。
浄火学館
凶悪テロリストのクリステラ・レビが地球における隠れ蓑としている新興宗教団体。本作の刊行元である「小学館」のもじりとなっている。神道に近い価値観があるらしく、富士山麓に大規模な施設を持つ。また社会福祉に積極的でボランティア作業に人員を割くなど、周囲社会への浸透策を図っているが、その一方で政界・財界とも深いパイプを維持している様子もうかがわれる。
真僕会病院
浄火学館関連の医療法人であり、千明和義の体を利用したスピリッツ精製に使用された。JR昭島駅近くにある。政界とのパイプを繋ぐため、政治家が不祥事を起こした際の「体調不良により入院」などの逃げ込み先ともなっていた。後に酔魂草関連でバーディーが介入したため、放棄された。
また、飯田橋にも病院があり、意識不明となった中杉小夜香や帝国の皇帝が運び込まれるが、小夜香の記憶を宿して暴走したオンディーヌの襲撃を受ける。
人形
機械骨格と生体部品よりなる人造人間、あるいはロボット。独自に判断行動する自律型と、命令が必要な半自律型などの種類があるようである。オンディーヌを始めとする宇宙製の物は高い性能を誇るが、それらをモデルとして地球で造られた物はかなり性能が劣る。戦闘用人形は狂戦士(バーサーカー)と呼ばれ、高い殺傷性能を持つ。その歴史は古く、帝国成立以前にも原型となる対人殺戮歩兵なるものが造られていたらしい。作中ではアルタ皇帝の意識を人形に移植する行為も行われているが、個人の記憶をフルコピーする場合、最初からそのために造った人形でなければ外見などからくる体感の差や人形制作時組み込まれていた機能と齟齬が生じることがある。
旧版ではアーカソイド、『DECODE』ではマリオネットと呼ばれており、地球で（宇宙製）オリジナルの解析結果を基にした開発生産の道が模索されているらしいが、その開発途上で地球製マリオネットの暴走による事故も発生しているようだ。
獣人（ビースト）
酔魂草抽出物「スピリッツ」を投与され、獣化した地球人の中毒者。その多くは精神的に退行し、人格を失う。氷川の計画で街に放たれ、人を襲った。これにより重信らが自衛隊を投入する足掛かりを得たが、最初のうちは完全武装の隊員を多数投入しても捕獲ないし射殺にてこずるほどだった。強靭な肉体と敏捷性を持ち、後の氷川の改良により、洗脳された強化兵士としての個体も登場したが、知能が低く状況判断の悪さから救出対象を殺害してしまうなど欠陥も見られた。初期の投与で偶然ながら知能退行を起こさずに獣人化したのがリーのグループだが、こちらも過剰な身体能力を過信する傾向が強かった。後に結成された自衛隊の特殊部隊「四特」も人間としての意識を失わないまま獣化した人間により構成されているらしい。
コデイン修道会
神祇官であるネーチュラーからは「異端」と表現されている。レビの神学校時代の上級生で友人、科学省総監時代の私的アドバイザーでもあったマクセール・ペリダンが、教会破門後に起こした新興宗派である。アクラバルで起きたレビによるテロ事件よりもさらに十周期ほど昔、武装蜂起したが、最終的にグレイ・シフォンことゴメスを含むイクシオラを投入した警察軍に鎮圧された。警察軍にはメギウスも参加しており、12周期当時のバーディーに課せられた「黒い繭」の試験もこの時の状況が再現されていた。また、ヴァイオリンが死亡したテロ事件にも、コデイン修道会の生き残りが関与している。
特殺官（とくさつかん）
奥の院により「異端」と認定された人物、あるいは奥の院にとって存在そのものが不都合な人物を殺害（暗殺）するために設けられている神祇庁の役職。目標とされた人物を、確認次第、その場で殺害することのできる権限が与えられている。 また、イクシオラを含むアルタ人以外の特殺官は確認されておらず、イクシオラでない者も自分の身体から武器を生成するなど、ある程度の調整は受けているようである。また、任務に失敗しても敵に投降することは許されておらず、捕獲された場合、若しくは自身の死が確実になった場合は自爆し、自分の死骸を残してはならないこととされている。
作中では、「異端」認定されたクリステラ・レビを殺害するため、ネーチュラー・ゲーゼのほか数人の特殺官が地球に派遣されているが、浄火学館本部で自衛隊と衝突し、撃退された。
マグロマル
連邦内で放送されている、地球のアニメのような番組。剣士を主人公にしたコメディ。バーディーは子どものときからファンであった。宇宙船内にも劇場版が保存されており、バーディーは20回以上見たと発言している。名称は筒井康隆の作品「マグロマル」より。
ペリダンの禁書
コデイン修道会武装蜂起の際、教主のマクセール・ペリダンが所持していたとされる古文書。一冊の書物ではなく複数からなる。修道会陥落後は、レビの手に渡っている。この文書の研究を始めたことが、ペリダンが奥の院により異端認定された理由であり、レビが異端認定された理由も、この文書を所持していることである。また、地球に交渉を求めている連邦の使節団の目的の一つが、この文書の探索（捜索）である。現物は、容器の中に厳重に封印されており、直接その内容を見ることはできないが、そのコピーがレビの手元にあり、それはどう見ても「現代日本語の辞書」であることが判明していた。後にレビによって開封された際、それは中杉小夜香と奥の院の誕生の秘密に深く関わるものであることが判明する。
生体防壁
イクシオラ・アルテクスの特性の一つで、生身でアサルトライフルの弾を弾くほど物理的防御力を高める効果がある。通常は意識せずとも皮膚上を覆うように張られているが、「クラッシュ」など任意に防壁の度合いを変化させられる。バリアのように広範囲に展開することも可能だが、体力の消耗が激しく長時間の使用はできない。疲労や空腹で効果が衰えることが作中に言及されている。イクシオラ特有のものではなく、生物であれば一般的に有しているものであるが、物理的な障壁レベルの強度をもつ種族はほとんどいない。また同族（地球人類も含まれる）と接触している部分は生体防壁が中和され、刀などの一般的な武器が通用するようになる。バチルスの生体融合や身体の一部から作られ生体防壁を纏った武器に対抗できない、ゴメスに骨を折られるなど、接触されての攻撃に弱い描写が多い。
擬装被膜
異星人でも非アルタ人種が地球を始めとしたアルタ人社会に潜入するために使用する。通常の連邦社会では必要ない物だが、地道に改良は続けられていて新しいものほど使い勝手が良い。

## 他作品との関連
究極超人あ〜る
『あ〜る』第2話「類は友になる」では溶けている鳥坂に対してさんごが、 「鉄腕バーディーに出てくる不定形生物バチルスみたい」という台詞を述べている。また、番外編「幻の潮騒」と『あ〜る』の「海だぜっ」の巻では、スイカ割りでRが投げてしまった粉砕バットをバーディーが投げ返すシーンがリンクしている。
じゃじゃ馬グルーミン★UP!
『バーディー』がOVA化された1996年（平成8年）、『じゃじゃ馬』98話「未来予想図」の中において、バーディーとゴメスの戦いがテレビに映し出されている。
土曜ワイド殺人事件
『土ワイ』の田子二毛作刑事がモブキャラクターとして『YS版』に登場。
いいことしましょ
ゆうきの短編「いいことしましょ」の宗田かがりが、『YS版』作中においてアダルト動画内に登場。
白暮のクロニクル
第6巻「壁のない迷宮・第6話」において、ヒロインの祖母の故・津野田棗が無縁仏として祀られている「横浜市立保土山霊園」に肝試しに来ていた少年少女たちとして（ほぼシルエットのみではあるが）、千川つとむ・須藤良太・羽沢昌之・早宮夏美がエキストラ出演。

## OVA
監督は川尻善昭、制作はマッドハウス。ゆうきの友人である出渕裕がスーパーバイザーとして参加している。1996年（平成8年）7月から1997年（平成9年）2月にかけてバンダイビジュアルより全4巻で発売。2001年（平成13年）には1本にまとめたDVDが発売されている。また1996年から1997年にかけてこのOVAを元としたフィルムコミックが、少年サンデーコミックスビジュアルセレクションより全2巻で発売されており、OVAの主題歌とミニドラマ（コメディ）を収録した「BIRDY THE INTRODUCTION」（ビクターエンタテインメント VICL-15053）もリリースされている。
若手を育てるためにと漫画を原作としたアニメ作成を行なうというマッドハウスの企画において、監督を務める事となった川尻がいくつかの候補の中からバーディーを選択し作成が決定される。未完の原作をOVAでは4話で完結させるため、出渕に参加してもらう事となった。番外編「オールグリーン」以降、およそ10年描かれていなかった『バーディー』であるが、このOVAの作成をきっかけとして番外編「迷宮の王」が執筆され、未刊であった『旧版』の単行本が発行される事となった。
『YS版』酔魂草編の原型となった作品で、『YS版』に登場する氷川は元々、このOVAのオリジナルキャラクターとして生まれている。

### キャスト
- バーディー：三石琴乃
- 千川 つとむ：岩永哲哉
- ルー・メギウス：清川元夢
- 早宮 夏美：野上ゆかな
- 正久保：藤原啓治
- 羽沢：肥後誠
- 耕一郎：キートン山田
- 千川 はずみ：丸尾知子
- 千川　いずみ：太地琴恵
- 氷川 省吾：市川治
- クリステラ・レビ：兵藤まこ
- ゲオルグ・ゴメス：大塚明夫
- ギーガー：屋良有作
- バチルス：若本規夫
- サラマンデル：中村大樹
- 山崎：青野武
- 八木橋：星野充昭

### スタッフ
- 監督 - 川尻善昭
- キャラクターデザイン - 高橋久美子
- クリーチャーデザイン - 出渕裕
- メカニックデザイン - 佐山善則
- 美術監督 - 青木勝志（第1、4巻）、上原伸一（第2巻）、猪田薫（第3巻）
- 撮影監督 - 山口仁
- 音響監督 - 三間雅文
- 音楽 - 大谷幸
- スーパーバイザー - 出渕裕
- CGワークス - 佐山善則
- プロデューサー - 杉田敦、池口和彦、植田文郎、丸山正雄、吉本聡
- アニメーション制作 - マッドハウス
- 製作 - バンダイビジュアル、小学館

### 主題歌
「future shock」（第1巻 - 第3巻）
作詞 - 谷亜ヒロコ / 作曲 - 川野美紀 / 編曲 - 林有三 / 歌 - Cherry
「サヨナラから始めよう」（第4巻）
作詞 - 佐藤ありす / 作曲・編曲 - TA,Cool / 歌 - The S・h・e

### 各巻リスト
| 巻数 | サブタイトル     | 発売日         | 脚本              | 絵コンテ | 演出 （演出助手）     | 作画監督            |
| ---- | ---------------- | -------------- | ----------------- | -------- | --------------------- | ------------------- |
| 1    | 2Hearts in 1Body | 1996年7月25日  | 小中千昭          | 川尻善昭 | （うえだしげる）      | 高橋久美子          |
| 2    | Double Trouble   | 1996年9月25日  | 小中千昭          | 浅香守生 | 浅香守生 （星川孝文） | 桜井邦彦 高橋久美子 |
| 3    | Triangle Trial   | 1996年12月18日 | 小中千昭 川尻善昭 | 川尻善昭 | 川尻善昭 （三笠修）   | 高橋久美子          |
| 4    | Final Force      | 1997年2月25日  | 川尻善昭          | 林秀夫   | 林秀夫 （小寺勝之）   | 浜崎博嗣            |

## ラジオドラマ
OVA版4作と同時期にラジオ番組「ゆうきまさみ文化学院」のラジオドラマパートを4作のドラマCDがリリースされ、そのうちの2作目を除いたものが『鉄腕バーディー』を原作としたものになっている（2作目は「♡LY BLOOD」）。
ゆうきまさみ文化学院 鉄腕バーディー CD CINEMA 1「誕生編オールグリーン」 VICL-8196
同名の番外編読切のラジオドラマ

ゆうきまさみ文化学院 鉄腕バーディー CD CINEMA 2「迷宮の王」 VICL-8198
ネーチュラーが登場する番外編の読み切りのラジオドラマ
ゆうきまさみ文化学院 鉄腕バーディー CD CINEMA SPECIAL 「三大博士地球最大の決戦」 VICL-8199
ゆうきまさみキャラ総登場のセルフ・パロディ版。メインはあくまで『鉄腕バーディー』なのだが、『究極超人あ〜る』、『機動警察パトレイバー』（泉野明のみ）、「アッセンブル・インサート」のメインキャラクターが登場し、ほとんど三大博士と鳥坂センパイ（とR・田中一郎）に持って行かれていると言っても過言ではない。

### キャスト
原則としてOVAと同じ配役のため上記のOVAのキャストを参照。以下は、ラジオドラマのみの配役。
- スケルツォ・ガ＝デール：内海賢二
- ネーチュラー・ゲーゼ：井上喜久子
- ヴァイオリン：岡本麻弥

## テレビアニメ
『鉄腕バーディー DECODE』のタイトルで、2008年7月より放送。本作をベースとしているものの、完全なオリジナルストーリーとなっている。原作とは異なるオリジナルストーリーとした事については、漫画に忠実にしようとすると漫画を一番わかっているゆうきの不満が出やすそうな事と、進行中のものに無理矢理最終回を作ると物語が破綻する事が理由として挙げられている。
2009年1月からは第2期『鉄腕バーディー DECODE:02』が放送され、同年2月には第1期のノベライズ『鉄腕バーディーDECODE あの日の小夜香へ』がガガガ文庫より発売されている。

## ブラック・マジックKNIGHT
『月刊サンデーGX』2001年（平成13年）1月号及び2月号に掲載された『鉄腕バーディー』からのスピンオフ作品。『鉄腕バーディー ARCHIVE』に収録されている。
近辺で行方不明者が続出している、全寮制の高校を舞台とした作品。
出渕裕との雑談の中で昔から出て来ていた「スケルツォとメギウスが地球にやってくる話」を作品としたもので、バーディーは登場しないながら前述の2名が作中に登場している。スピンオフ作品であり、『旧版』・『リメイク版』両本編と直接的な繋がりはないが、『YS版』の中において本編の事件がニュースとして放映されている。

## 書誌情報
特記のない限り発行は小学館、著者はゆうきまさみ。旧版の単行本は第1巻として発行されたが、その後リメイクが始まり、2巻以降の続巻は出ていない。本編はこの1巻に全編収録されており、未収録となっていた読切については後に『ARCHIVE』に収録された。
- （旧版）『鉄腕バーディー』第1巻〈少年サンデーブックス〉1996年8月15日発行（同年7月18日発売[書 1]）、ISBN 4-09-124821-7、A5判
- （フィルムコミックス）『鉄腕バーディー』〈少年サンデーコミックスビジュアルセレクション〉、全2巻
  1. 1996年12月10日発売[書 2]、ISBN 4-09-124841-1
  2. 1997年3月18日発売[書 3]、ISBN 4-09-124842-X
- （YS版）『鉄腕バーディー』〈ヤングサンデーコミックス〉、全20巻、B6判
  1. 2003年7月5日初版第1刷発行（同年6月5日発売[書 4]）、ISBN 4-09-153071-0
  2. 2003年10月5日初版第1刷発行（同年9月5日発売[書 5]）、ISBN 4-09-153072-9
  3. 2004年1月5日初版第1刷発行（前年12月5日発売[書 6]）、ISBN 4-09-153073-7
  4. 2004年4月5日初版第1刷発行（同年3月5日発売[書 7]）、ISBN 4-09-153074-5
  5. 2004年7月5日初版第1刷発行（同年6月4日発売[書 8]）、ISBN 4-09-153075-3
  6. 2004年10月5日初版第1刷発行（同年9月3日発売[書 9]）、ISBN 4-09-153076-1
  7. 2004年1月5日初版第1刷発行（前年12月3日発売[書 10]）、ISBN 4-09-153077-X
  8. 2005年4月5日初版第1刷発行（同年3月4日発売[書 11]）、ISBN 4-09-153078-8
  9. 2005年7月5日初版第1刷発行（同年6月3日発売[書 12]）、ISBN 4-09-153079-6
  10. 2005年10月5日初版第1刷発行（同年9月5日発売[書 13]）、ISBN 4-09-153080-X
  11. 2005年1月5日初版第1刷発行（前年12月5日発売[書 14]）、ISBN 4-09-153311-6
  12. 2006年5月5日初版第1刷発行（同年4月5日発売[書 15]）、ISBN 4-09-151074-4
  13. 2006年8月5日初版第1刷発行（同年7月5日発売[書 16]）、ISBN 4-09-151098-1
  14. 2006年12月5日初版第1刷発行（同年11月2日発売[書 17]）、ISBN 4-09-151130-9
  15. 2007年3月10日初版第1刷発行（同年3月5日発売[書 18]）、ISBN 978-4-09-151168-3
  16. 2007年7月10日初版第1刷発行（同年7月5日発売[書 19]）、ISBN 978-4-09-151215-4
  17. 2007年11月10日初版第1刷発行（同年11月5日発売[書 20]）、ISBN 978-4-09-151240-6
  18. 2008年3月10日初版第1刷発行（同年3月5日発売[書 21]）、ISBN 978-4-09-151286-4
  19. 2008年7月9日初版第1刷発行（同年7月4日発売[書 22]）、ISBN 978-4-09-151358-8
  20. 2008年10月8日初版第1刷発行（同年10月3日発売[書 23]）、ISBN 978-4-09-151387-8
- 『鉄腕バーディー EVOLUTION』〈ビッグスピリッツコミックス〉、全13巻、B6判
  1. 2009年3月10日初版第1刷発行（同年2月27日発売[書 24]）、ISBN 978-4-09-182358-8
  2. 2009年7月5日初版第1刷発行（同年6月30日発売[書 25]）、ISBN 978-4-09-182500-1
  3. 2009年12月5日初版第1刷発行（同年11月30日発売[書 26]）、ISBN 978-4-09-182763-0
  4. 2010年3月4日初版第1刷発行（同年2月27日発売[書 27]）、ISBN 978-4-09-183016-6
  5. 2010年7月5日初版第1刷発行（同年6月30日発売[書 28]）、ISBN 978-4-09-183188-0
  6. 2010年12月5日初版第1刷発行（同年11月30日発売[書 29]）、ISBN 978-4-09-183487-4
  7. 2011年3月3日初版第1刷発行（同年2月28日発売[書 30]）、ISBN 978-4-09-183665-6
  8. 2011年7月5日初版第1刷発行（同年6月30日発売[書 31]）、ISBN 978-4-09-183853-7
  9. 2011年10月5日初版第1刷発行（同年9月30日発売[書 32]）、ISBN 978-4-09-184110-0
  10. 2012年1月5日初版第1刷発行（前年12月27日発売[書 33]）、ISBN 978-4-09-184377-7
  11. 2012年5月2日初版第1刷発行（同年4月27日発売[書 34]）、ISBN 978-4-09-184446-0
  12. 2012年9月4日初版第1刷発行（同年8月30日発売[書 35]）、ISBN 978-4-09-184651-8
  13. 2012年10月3日初版第1刷発行（同年9月28日発売[書 36]）、ISBN 978-4-09-184668-6
- 『鉄腕バーディー ARCHIVE』〈ヤングサンデーコミックススペシャル〉2008年7月09日初版第1刷発行（同年7月4日発売[書 37]）、ISBN 978-4-09-151357-1、B5判、[36]
- 浅川美也（著）・ゆうきまさみ（原作）『鉄腕バーディーDECODE あの日の小夜香へ』小学館〈ガガガ文庫〉2009年2月23日初版第1刷発行（同年2月18日発売[書 38]）ISBN 978-4-09-451120-8